# Donald Trumps Präsidentschaftswahlkampf 2015/16

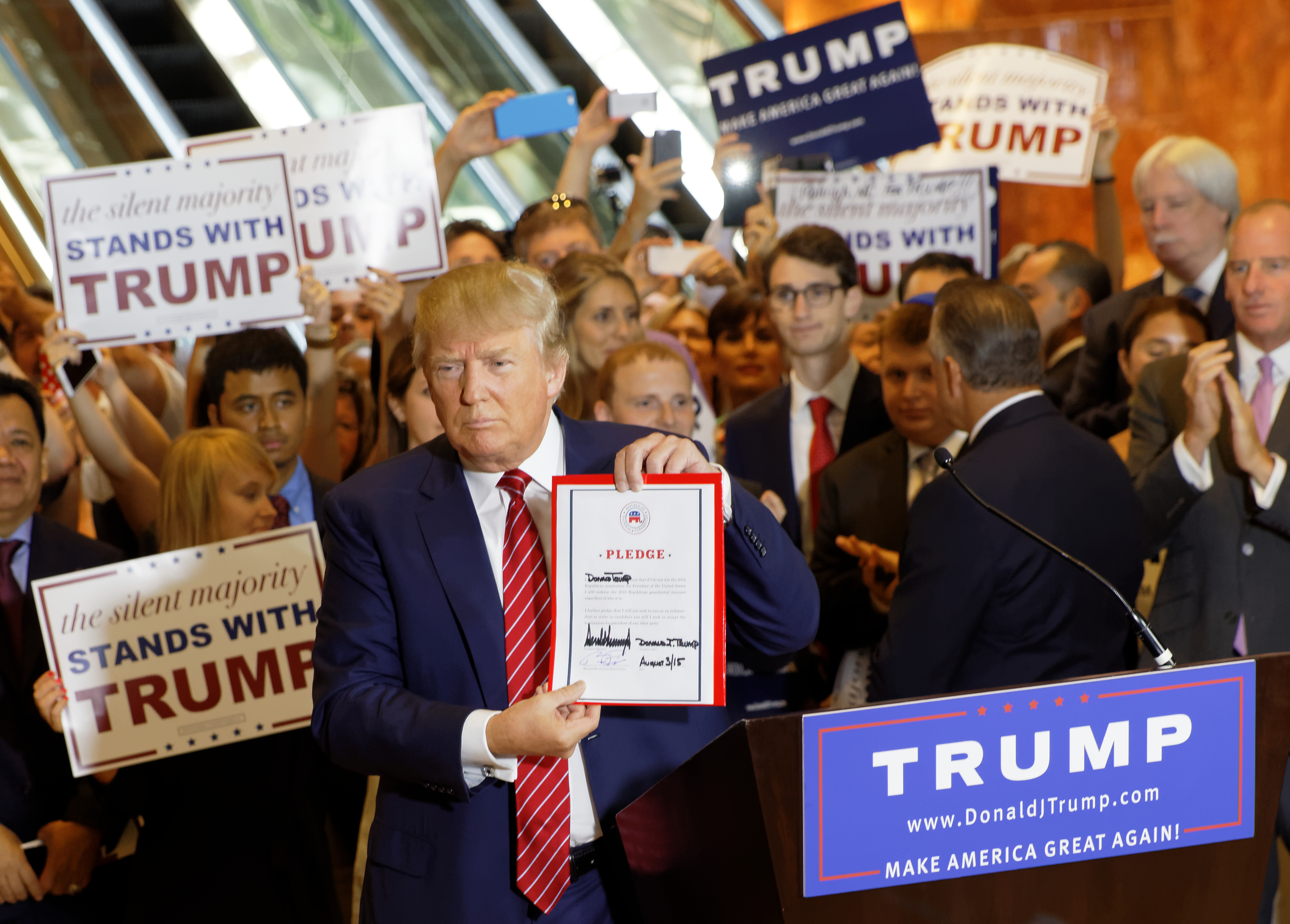
Trump zeigt bei einer Wahlkampfveranstaltung am 3. September 2015 in New York ein Dokument, das seine Loyalität zur Republikanischen Partei versichert, nachdem er zuvor ein Antreten als Unabhängiger nicht ausschloss. Auf Schildern seiner Anhänger ist eines der Kampagnenmottos zu lesen: The Silent Majority Stands with Trump („Die schweigende Mehrheit steht zu Trump“)

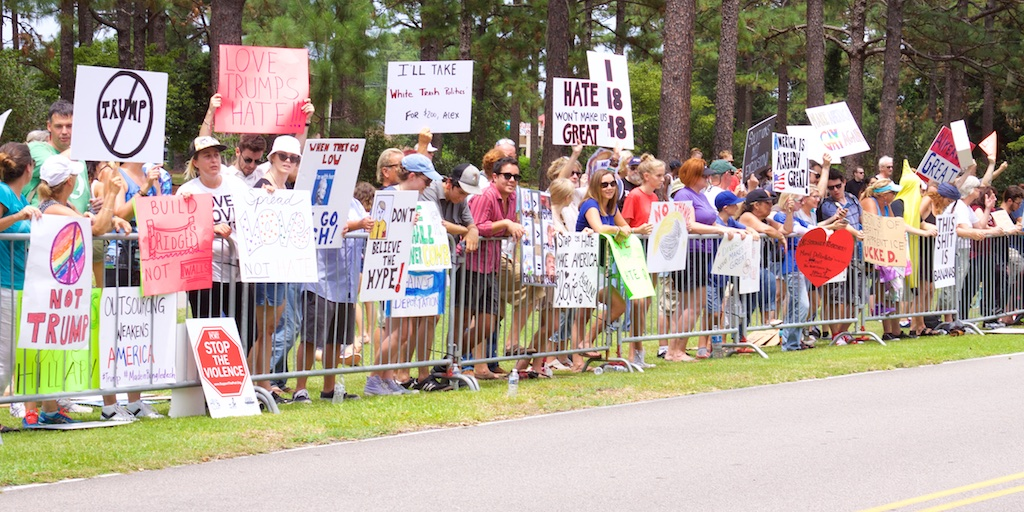
Gegner und Anhänger Trumps vor einer Veranstaltung der Kampagne in Wilmington, North Carolina im August 2016

Donald Trumps Präsidentschaftswahlkampf 2015/16 zur Präsidentschaftswahl in den Vereinigten Staaten 2016 erzeugte international ein großes Echo, polarisierte die Anhänger unterschiedlicher politischer Lager und führte schließlich am 8. November 2016 zur Wahl Donald Trumps zum Präsidenten der Vereinigten Staaten.
Mit seiner Nominierung auf dem Parteitag der Republikanischen Partei im Juli 2016 war Trump der erste Kandidat einer großen US-Partei, der zuvor kein politisches Amt bekleidet hatte, seit Dwight D. Eisenhower im US-Wahlkampf 1952. Auch war er seit dem Juristen und Geschäftsmann Wendell Willkie bei den US-Wahlen 1940 der erste Bewerber, der vorher weder ein politisches Mandat noch einen hohen militärischen Rang innehatte.
Trumps Wahlkampfslogan lautete „Make America Great Again“ (dt.: „Mach(t) Amerika wieder groß(artig)“). Nach seiner Nominierung wählte Trump den Gouverneur von Indiana und ehemaligen Kongressabgeordneten Mike Pence zu seinem Vizepräsidentschaftskandidaten.

## Anfänge als Außenseiter
Am 16. Juni 2015 kündigte der amerikanische Unternehmer und Milliardär Donald Trump an, sich in der Primary der Republikaner als Kandidat für die US-Präsidentschaftswahl im November 2016 zu bewerben. Trump versprach, es – anders als die bisherige US-Politik – mit den weltweiten Wirtschaftsgroßmächten aufzunehmen, die Zuwanderung wirksam zu begrenzen und als erfolgreicher Geschäftsmann außerhalb der Washingtoner Machtzirkel zu agieren. Er fügte hinzu, er werde „der großartigste Arbeitsplatz-Präsident“ sein, „den Gott je erschaffen hat“.

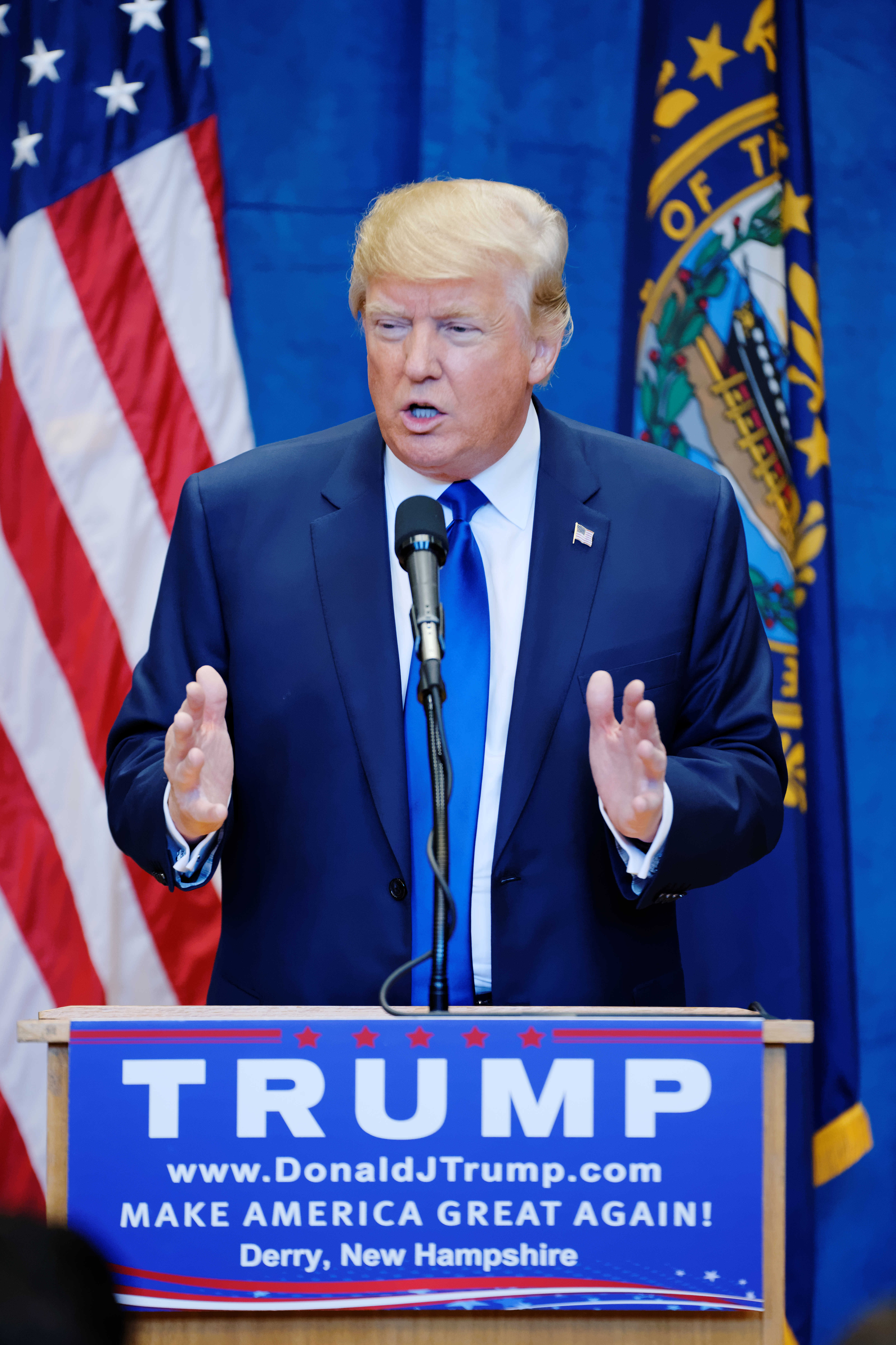
Trump bei einer Wahlkampfveranstaltung am 19. August 2015 im wichtigen Vorwahlstaat New Hampshire

Trump sorgte zu Anfang seiner Kandidatur, aber auch in den folgenden Wochen mit einigen Äußerungen für Aufsehen. Während seiner Verkündung zur Präsidentschaftskandidatur sagte er unter anderem: „Wenn Mexiko seine Leute schickt, dann schicken sie nicht ihre besten. […] Sie bringen Drogen, sie bringen Kriminalität. Sie sind Vergewaltiger, und einige, nehme ich an, sind auch gute Leute.“ Daraufhin trennte sich eine Reihe von Geschäfts- und Medienpartnern von ihm; zwei Sender, Univision und NBC, stellten ihre Übertragung der von ihm produzierten Miss-Wahlen ein. Republikanische Parteifreunde distanzierten sich von ihm, selbst die anderen Präsidentschaftskandidaten mit Ausnahme von Ted Cruz. Donald Trump und auch seine Tochter Ivanka kritisierten einige Tage später die angeblich falsche Darstellung der Äußerungen in einigen Medien; er habe über illegale Migranten und die poröse Grenze gesprochen. Trump sagte: „Ich [fühle mich] persönlich angegriffen durch den Versuch der Mainstreammedien, meine Kommentare über Mexiko und seine großartigen Menschen zu verdrehen.“ Er führe erfolgreiche Geschäftsbeziehungen mit mexikanischen Firmen und sei eng mit vielen Mexikanern befreundet. Zudem habe er nie das mexikanische Volk kritisieren wollen, sondern die US-amerikanische Einwanderungspolitik. Er habe enormen Respekt für die mexikanischen politischen Anführer, die viel klüger und hartnäckiger als die amerikanischen seien. Umfragen unter den Anhängern der Republikaner ergaben Mitte Juli 2015, dass Trump auf Platz zwei knapp hinter Jeb Bush aufrückte oder sogar in Führung ging. Der Cook Political Report führte das auf die große Bekanntheit und geschickte Nutzung der Aufmerksamkeitsökonomie durch Trump zurück; zudem habe er mit dem Thema Immigration einen politischen Nerv getroffen. Die Einschätzung, dass Trump trotz seines Höhenfluges vor dem eigentlichen Beginn des Primary-Wahlkampfs real fast keine Chance auf die Nominierung habe, teilte auch der Datenjournalist Nate Silver.
Mit seiner aggressiven Rhetorik sorgte Trump für Kritik im Establishment der eigenen Partei; so fürchtete der US-Senator John McCain, der 2013 eine überparteiliche, letztlich erfolglose Einwanderungsreform mitentworfen hatte, Trumps Äußerungen könnten den rechten Flügel, die „Bekloppten“ („crazies“), stärken, während einige Mitbewerber als qualifizierte, verdiente Politiker an den Rand gedrängt würden. Als Trump daraufhin McCain das militärische Heldentum absprach, weil dieser im Vietnam-Krieg in Kriegsgefangenschaft geraten war (und dort schwer gefoltert wurde), brach ein Sturm der Entrüstung in der Republikanischen Partei aus. Politische Beobachter erwarteten darauf einen Wendepunkt seiner Kampagne aufgrund der zutage tretenden politischen wie persönlichen Außenseiterposition.
Trotz der Empörung über seine Äußerungen zu McCain setzte sich Trump in Umfragen bis Ende Juli an die Spitze des republikanischen Bewerberfeldes. Er erreichte am 30. Juli 2015 aggregiert knapp 20 Prozentpunkte und lag damit vor Jeb Bush und Scott Walker mit 13 respektive 12 Prozent. Seine Unterstützer waren dabei diffus in fast allen Teilen der Partei zu finden. In den sozialen Medien konnte er mehr Aufmerksamkeit auf sich ziehen als jeder Kandidat beider Parteien.
Bei der ersten Fernsehdebatte zwischen den führenden zehn republikanischen Bewerbern am 6. August 2015 füllte er den größten Teil der Redezeit. Außer ihm debattierten Jeb Bush, Ben Carson, Chris Christie, Ted Cruz, Mike Huckabee, John Kasich, Rand Paul, Marco Rubio und Scott Walker. Bereits zu Beginn erklärte Trump, sich auch eine unabhängige Kandidatur offenzuhalten. Auf die Frage nach frauenfeindlichen Äußerungen erklärte er: „Ein großes Problem dieses Landes ist, dass es politisch korrekt ist. Und ich habe keine Zeit, um politisch korrekt zu sein.“ Trump verlor seinen engsten politischen Berater Roger Stone, als er die Fox-News-Moderatorin Megyn Kelly wegen ihrer harten Fragen kritisierte, indem er sagte, er habe „das Blut aus ihren Augen triefen sehen und sonst woher“, was teilweise als sexistischer Hinweis auf Unkontrolliertheit wegen der Menstruation aufgefasst wurde, auch wenn Trump später erklärte, er habe damit die Nase gemeint. Wieder erwarteten politische Experten einen Wendepunkt in Trumps Kampagne, da Fox News für die politische Meinungsbildung der Republikaner-Anhänger als unverzichtbar gilt. Als Trumps Unterstützung in Umfragen und Zuschriften von Fox-News-Zuschauern weiter anstieg, verständigte sich dessen Chef Roger Ailes mit Trump auf ein gegenseitiges verbales Abrüsten.
Für den Fall, dass er sich von der Partei schlecht behandelt fühle, erwog Trump, als unabhängiger dritter Kandidat anzutreten, was laut Umfragen die Wahlaussichten der voraussichtlichen demokratischen Kandidatin Hillary Clinton deutlich verbessert hätte. Trumps Andeutung einer parteilosen Bewerbung löste in den Führungsgremien der Republikaner erhebliche Bedenken aus. Am 3. September 2015 unterzeichnete Trump auf Drängen der Parteiführung im Beisein des Vorsitzenden des republikanischen Nationalkomitees Reince Priebus eine Loyalitätsbekundung (loyalty pledge), dass er auf eine Kandidatur als Unabhängiger verzichten und den republikanischen Bewerber unterstützen würde. Trotzdem brachte Trump daraufhin immer wieder eine parteilose Präsidentschaftskandidatur in die öffentliche Debatte, sollte er von den Republikanern „nicht fair behandelt werden“.
Angesichts von Trumps hoher öffentlicher Präsenz über den Sommer 2015 (und darüber hinaus) sprachen etliche amerikanische Medien vom „Summer of Trump“.

## Bis zum Beginn der Vorwahlen
Trump führte weiterhin in den Umfragen. Er erfuhr für seine Mitte August 2015 veröffentlichten Positionen zur Einwanderungspolitik von der rechtsgerichteten Parteibasis, aber teils auch aus dem Feld seiner Mitkandidaten Zustimmung. Beobachter meinten, dass sein Erfolg nicht mehr allein durch seine mediale Präsenz zu erklären sei, sondern dadurch, dass er die Themen des Wahlkampfs setze und damit die Agenda der Republikaner nun auch inhaltlich dominiere. Im August stiegen seine Chancen auf die republikanische Nominierung im Prognosemarkt Pivit von 1 auf 19 Prozent. Die New York Times bezeichnete Trumps Umfrageerfolg als möglicherweise verzerrt, da besonders viele seiner Anhänger nicht sicher seien, ob sie überhaupt zur Wahl gehen.
Als Trumps Umfragewerte nach der zweiten Fernsehdebatte Mitte September etwas nachließen und Marco Rubio in den Umfragen zulegte, begann Trump ihn persönlich anzugreifen; Rubio antwortete, indem er Trump persönliche Unsicherheit und eine politische „Freak Show“ attestierte, an der er nicht teilnehmen werde. Den in der ersten Jahreshälfte als Favorit für die Nominierung gehandelten Jeb Bush, der die Unterstützung vieler wohlhabender Spender und aus Teilen des Partei-Establishments genoss, griff Trump an, indem er ihn als Kandidaten mit „wenig Energie“ („low energy person“) bezeichnete und zunehmend mit den negativ behafteten Ergebnissen der Präsidentschaft seines Bruders George W. Bush, den Terroranschlägen am 11. September 2001 und dem Irakkrieg, in Verbindung brachte. Dabei stützte sich Trump – wie der ebenfalls in den Umfragen im Oktober stark zulegende Ben Carson niemals zuvor Inhaber eines öffentlichen Amtes – auf eine ausgeprägte Anti-Establishment-Stimmung der Parteibasis. Als Carson Ende Oktober an Trumps Umfrageergebnisse heranrückte, griff dieser ihn sogleich als Person und wegen seines Glaubens an; so verspottete er Carson als „Person mit superwenig Energie“ („superlow energy person“). Nach dem Fallen von dessen Umfragewerten wenige Wochen später nannte Trump den pensionierten Arzt jedoch einen „netten Kerl“. Zuvor deutete Trump erstmals an, dass er bei einem stärkeren Sinken seiner Umfragewerte aus dem Wahlkampf ausscheiden wolle.
Mitte Oktober stellte die Politikwebsite Politico fest, dass Trump aufgrund seines Kampagnen-Aufbaus wohl einen Verbleib im Wahlkampf plane. Seit Anfang August lag Trump in Umfragen in den vier ersten – sehr unterschiedlich strukturierten – Vorwahl-Bundesstaaten Iowa, New Hampshire, South Carolina und Nevada vorn. Er konnte seine früher schwachen Beliebtheitswerte umkehren und sämtliche Mitbewerber zur Auseinandersetzung mit ihm zwingen. In der dritten Oktoberwoche verdichteten sich die Berichte, dass Teile des Parteiestablishments inzwischen einen Sieg des Außenseiters Trump für möglich hielten, etwa Alex Castellanos. In einer Umfrage gaben über 40 Prozent und damit die deutliche relative Mehrheit der republikanischen Wähler an, sie gingen davon aus, dass Trump die Nominierung gewinne, was ein halbes Jahr zuvor fast niemand angegeben hatte. Trumps Führung verfestigte sich laut Umfrageanalysen durch eine weitgehende Sammlung der eher niedrig qualifizierten Blue-Collar-Wählerschaft (Arbeiter), während die White-Collar-Wähler (Angestellte) sich für keinen anderen Kandidaten entschieden hätten. Dagegen hielten Stuart Stevens und Mike Murphy, Wahlkampfmanager des 2012 Nominierten Mitt Romney bzw. des für 2016 lange als Kandidat der republikanischen Führung gehandelten Jeb Bush, einen Sieg des „lächerlichen“ „Zombie-Kandidaten“ Trump weiterhin für ausgeschlossen, sobald der Vorwahl-Abstimmungsprozess ernsthaft beginne.
Nach Angaben zahlreicher US-Medien vereinte Trump in diesem Wahlkampf die größten Zuhörerzahlen aller Kandidaten auf sich. Nach der zweiten Fernsehdebatte war Trumps Dominanz in der Fernsehberichterstattung gebrochen, wie eine Langzeitanalyse der George Washington University im November 2015 feststellte; während sich bis dahin täglich 40 bis 50 Prozent der Berichte über sämtliche Kandidaten beider Parteien mit ihm beschäftigt hatten, waren es danach 20 bis 30 Prozent, weniger als für Clinton, Bush, Carson oder Rubio. Nachdem Trump im Gegensatz zu seinen Kontrahenten bis dahin auf jegliche Werbung in Fernsehen und Radio außerhalb seiner regulären Interviews verzichtet hatte, wurden Anfang November 2015 seine ersten Radiowerbespots veröffentlicht. Diese wurden zunächst im Bundesstaat Iowa, in dem die erste Abstimmung des Vorwahlkampfs im Februar 2016 stattfand, ausgestrahlt.
Die Umfragewerte des bisherigen Zweitplatzierten Ben Carson rückten Anfang November deutlich näher an diejenigen Trumps, sodass Carson ihn in der Aggregation der Website RealClearPolitics nach über 100 Tagen kontinuierlicher US-weiter Führung am 4. November kurzzeitig knapp vom ersten Platz verdrängte. In der zweiten Novemberwoche engagierte Trump Katrina Pierson als Sprecherin seiner Kampagne. Nach den Terroranschlägen in Paris am 13. November 2015 verschärfte er seine Rhetorik gegen den radikalen Islam und versprach in einem Radiospot, den Islamischen Staat „in Grund und Boden zu bombardieren“ (im Original: „to bomb the hell out of ISIS“). Er verknüpfte die Warnung vor dem radikalislamischen Terrorismus wiederholt mit der Ablehnung der Aufnahme syrischer Bürgerkriegsflüchtlinge in den Vereinigten Staaten und sagte, er würde erwägen, bestimmte Moscheen zu schließen. Darüber hinaus sprach er sich dafür aus, Amerikanern, die sich der Terrororganisation Islamischer Staat angeschlossen haben, dauerhaft die Rückkehr in die USA zu verwehren. Daraufhin stieg der Vorsprung Trumps in den Vorwahl-Umfragen wieder deutlich an, während sich der Abstand zu Carson erneut deutlich vergrößerte, nachdem dieser auch wegen offensichtlich unrichtiger Angaben zu seinem Lebenslauf in die Kritik geraten war.

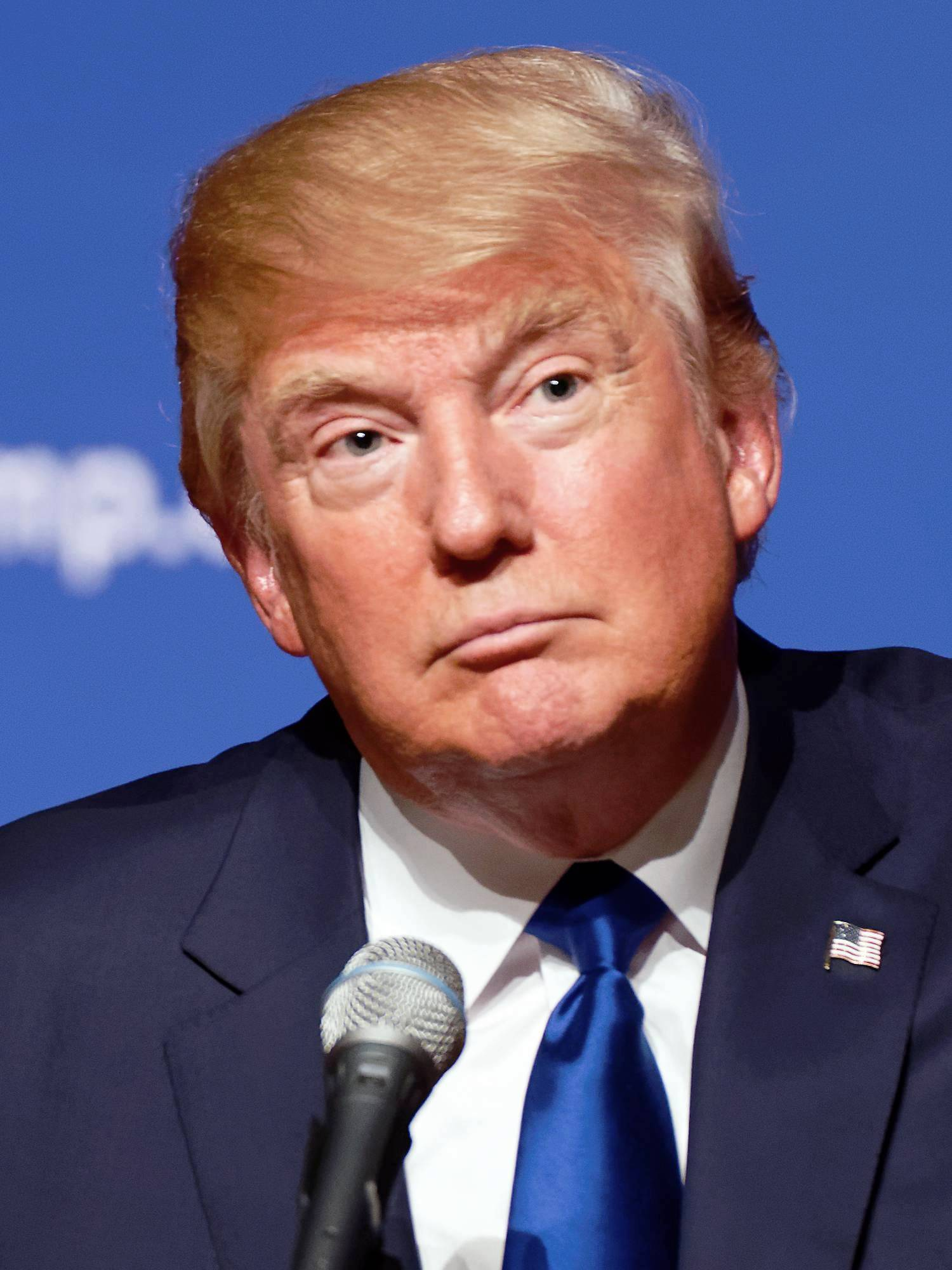
Donald Trump (2015)

Bis zum Jahresende 2015 verfestigte Trump seine Führung in den nationalen und bundesstaatlichen Umfragen. Gleichzeitig stellten Umfragen unter möglichen Teilnehmern der republikanischen Vorwahlen fest, dass ihm in den meisten zentralen Themenfeldern die höchste Kompetenz eingeräumt wird. So gaben in einer CNN-Befragung von Dezember 57 Prozent an, den Immobilien-Unternehmer unter den republikanischen Kandidaten im Bereich der Wirtschaftspolitik am kompetentesten zu halten. Damit lag Trump klar vor seinen Mitbewerbern, die nicht über Werte im oberen einstelligen Bereich hinaus kamen. Ebenfalls deutlich zweistellige Vorsprünge ergaben Befragungen zu den Bereichen Terrorismusbekämpfung, Außenpolitik, illegale Einwanderung und Führungsstärke.

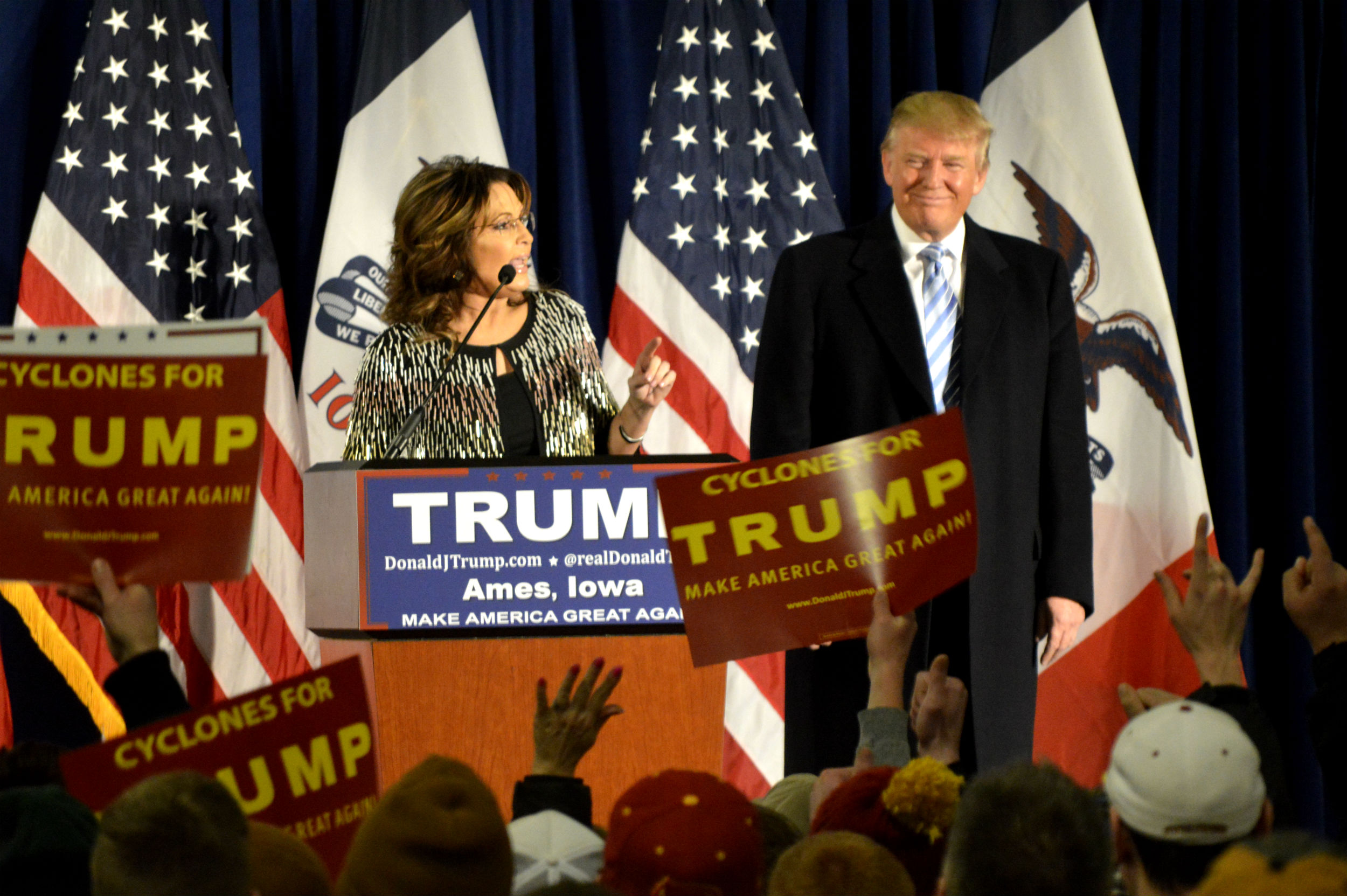
Die republikanische Vizepräsidentschaftskandidatin von 2008, Sarah Palin, bei ihrer Unterstützungserklärung für Trump in der Iowa State University am 20. Januar 2016

Es gelang weiterhin keinem der etablierten, weniger konfliktträchtigen Kandidaten, Trump in den Umfragen nahezukommen. Dafür schloss seit Dezember 2015 der als radikal konservativ geltende Tea-Party-Anhänger und US-Senator Ted Cruz zu Trump auf und ging in Iowa, wo die erste Abstimmung im Nominierungsprozess am 1. Februar stattfindet, zeitweilig in Führung. In der Fernsehdebatte am 13. Januar 2016 lieferte sich Trump mit Cruz eine harte Auseinandersetzung; er zweifelte Cruz’ passives Wahlrecht als Präsident an, da dieser in Kanada geboren ist (Natural born citizen), und konterte dessen Angriff auf Trumps „New York values“ (Wertvorstellungen der als linksliberal geltenden Metropole) mit dem Hinweis auf die Terroranschläge am 11. September 2001. Nach dieser Debatte sprachen sich die ersten Politiker des republikanischen Establishments für Trump aus, darunter der Gouverneur Iowas Terry Branstad und der frühere Präsidentschaftskandidat Bob Dole – offenbar mit dem Ziel, den noch unbeliebteren Cruz zu verhindern. Sowohl an Prognosemärkten als auch unter politischen Beobachtern gingen im Januar erstmals klare Mehrheiten von Trumps Sieg im republikanischen Nominierungsprozess aus. Dass traditionelle konservative Medien wie National Review, die im Januar mit dem Titel „Conservatives against Trump“ aufmachte, offenbar nicht durchdrangen, haben Beobachter als Anzeichen eines Zerfallens der Republikanischen Partei oder eines Machtverlusts ihrer Eliten gedeutet. Trump setzte seine Kampagne gegen diese Eliten – unterstützt durch eine Empfehlung Sarah Palins, ihn zum Präsidenten zu machen – fort, indem er seine Teilnahme an der Fox-News-Fernsehdebatte kurz vor dem Beginn der Vorwahlen am 28. Januar wegen der von ihm abgelehnten Moderatorin Megyn Kelly absagte und stattdessen zeitgleich eine eigene Spendenveranstaltung zur Unterstützung der Veteranen durchführte. Das Event brachte insgesamt sechs Millionen US-Dollar an Spenden ein, wovon Trump selbst eine Million aus seinem Privatvermögen beisteuerte. Anfang März 2016 veröffentlichte die Washington Post Ergebnisse von Recherchen, wonach bis dahin weniger als die Hälfte der gesammelten Spenden tatsächlich weitergeleitet worden waren.

## Vorwahlen

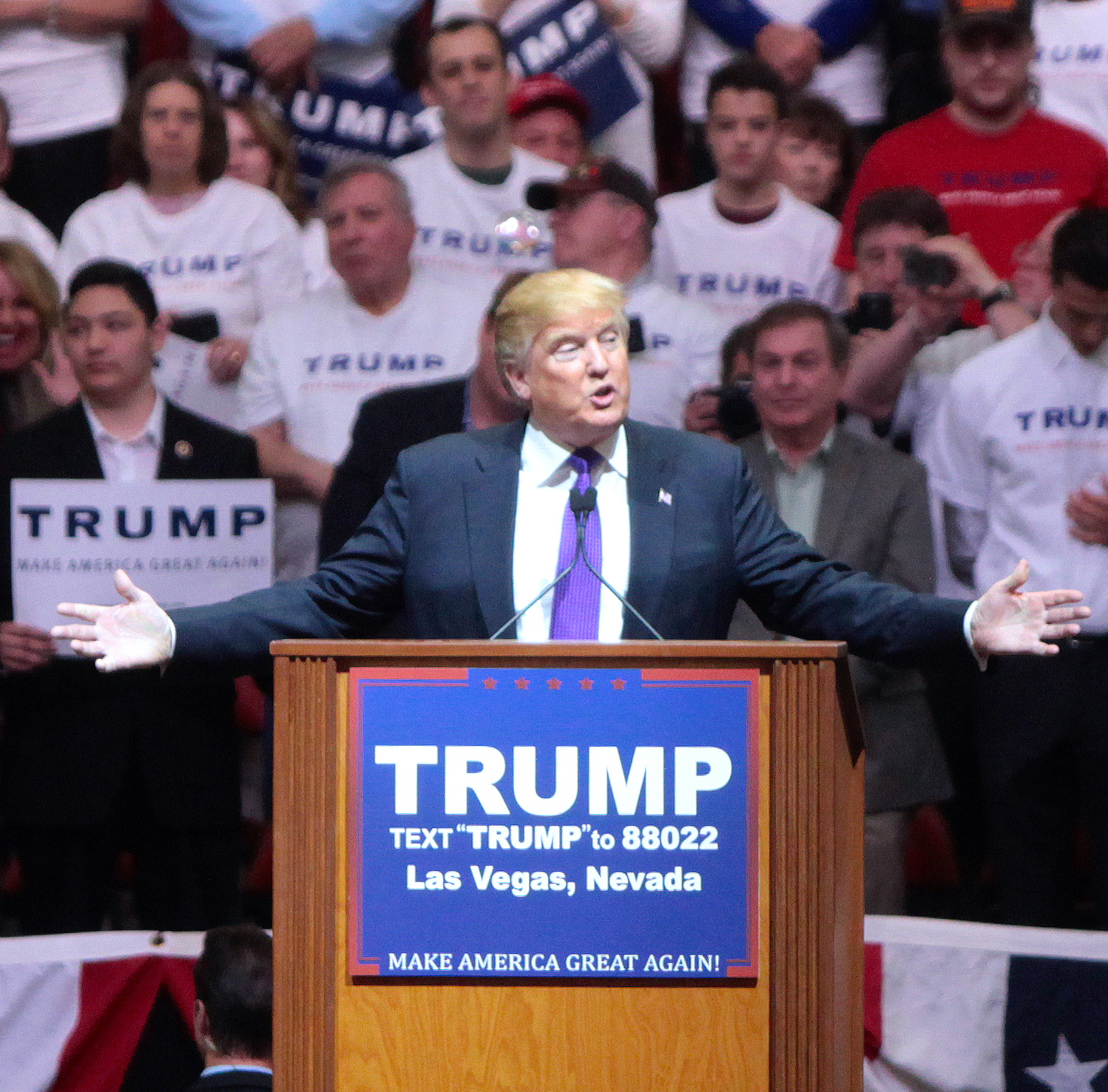
Donald Trump bei einem Wahlkampfauftritt im Februar 2016 in Las Vegas

Die Vorwahlen der Republikanischen Partei begannen am 1. Februar 2016 mit dem Caucus in Iowa. Obwohl die Umfragen einen knappen Vorsprung für Trump sahen, erreichte er nur den zweiten Platz nach dem erzkonservativen Senator aus Texas, Ted Cruz. Bei der ersten Primary im Bundesstaat New Hampshire am 9. Februar konnte sich der Milliardär hingegen klar durchsetzen und übertraf dabei die letzten Umfragewerte. Am 20. Februar siegte er auch in South Carolina deutlich vor seinen nächsten beiden Herausforderern Cruz und Rubio. Unterdessen stieg Jeb Bush nach einem für ihn enttäuschenden Ergebnis aus dem Rennen aus, sodass Trump klarer Favorit wurde und seine Chancen auf den Prognosemärkten über 50 Prozent stiegen. Beim republikanischen Caucus in Nevada am 23. Februar ging Trump mit 46 Prozent der Stimmen als klarer Sieger hervor und gewann dabei laut Wählerbefragungen – entgegen früheren Prognosen von Beobachtern – auch die meisten Stimmen der an diesem parteigebundenen Prozess beteiligten Hispanics mit etwa 45 Prozent. Jedoch blieb Trump unter allen Hispanics bundesweit mit etwa 80 Prozent Ablehnung der mit deutlichem Abstand unbeliebteste Kandidat. Wenige Tage vor dem Super Tuesday erhielt Trump durch eine Wahlempfehlung von New Jerseys Gouverneur Chris Christie weiteren Rückenwind. Christie, der seine eigene Kandidatur nach der Wahl in New Hampshire aufgab, war damit der erste hochrangige Politiker des sogenannten Partei-Establishments, der sich für den Milliardär aussprach.
Bei den Abstimmungen am Super Tuesday baute Trump seinen Vorsprung aus. Trump gewann in sieben Staaten – Alabama, Arkansas, Georgia, Massachusetts, Tennessee, Vermont und Virginia – und errang damit 237 Delegiertenstimmen. Insgesamt konnte er bis zu diesem Zeitpunkt 319 Delegiertenstimmen hinter sich versammeln. Am darauffolgenden Super Saturday fanden Vorwahlen in vier Staaten statt. Während Trump in Maine und Kansas den zweiten Platz nach Ted Cruz belegte, siegte er in Louisiana und Kentucky. Wenige Tage später setzte sich der Geschäftsmann auch in Michigan, Louisiana und Hawaii klar durch. Am 11. März gab auch Ben Carson, der seine Kampagne wenige Tage zuvor beendet hatte, seine Unterstützung für Trump bekannt.
Beim zweiten sogenannten Super Tuesday am 15. März konnte Trump in fünf von sechs Vorwahlen gewinnen, darunter in Florida, wo sich der Milliardär sämtliche 99 Delegierte des Staates sicherte. Sein deutlicher Sieg führte zum Ausscheiden Marco Rubios, womit sich das republikanische Bewerberfeld auf drei Kandidaten (Trump, Cruz und Kasich) verkleinert hatte. Lediglich in Ohio musste sich Trump dem Gouverneur des Staates John Kasich geschlagen geben.
Ende März rückte Trump von einer im September 2015 gegenüber dem Republican National Committee (RNC) schriftlich gegebenen Zusage ab, im Fall einer Niederlage in den Vorwahlen den Sieger zu unterstützen. Cruz und Kasich zogen ihre Zusagen im Falle einer Nominierung Trumps ebenfalls zurück.
Nachdem Trump die Vorwahl in Wisconsin am 5. April überraschend klar gegen Ted Cruz verloren hatte, siegte er am 19. April mit mehr als 60 % der Stimmen in seinem Heimatstaat New York. Damit baute er seinen Vorsprung an Delegierten so weit aus, dass es seit diesem Zeitpunkt nur noch ihm selbst möglich war, die absolute Mehrheit der Delegierten vor dem Parteitag auf sich zu vereinen.
Am 3. Mai 2016 gewann Trump die Primary in Indiana so klar, dass davon auszugehen war, dass er aller Voraussicht nach die absolute Mehrheit der Parteitagsdelegierten hinter sich versammeln würde. Sein Hauptkonkurrent Cruz beendete daraufhin seine Kandidatur. Der Vorsitzende des RNC Reince Priebus sicherte Trump daraufhin seine Unterstützung zu. Sein einziger verbliebener Gegenkandidat war John Kasich, der am folgenden Tag seine Kandidatur ebenfalls aufgab.
Anfang Mai gab Trump seinem vormaligen Rivalen und Unterstützern Ben Carson vorübergehend den Auftrag, die Suche nach einem Vizepräsidentschaftskandidaten zu leiten. Trump hatte bereits im Vorfeld angekündigt, einen running mate mit politischer Erfahrung zu wählen.
Am 26. Mai 2016 erreichte Trump formell mit 1239 Delegierten die notwendige Delegiertenzahl, die ihm eine Nominierung für die Präsidentschaftskandidatur durch die Republikanische Partei auf deren Parteikongress in Cleveland im Juli 2016 sichern sollte. Ende Mai schloss Trump in den Umfragen zur lange Zeit deutlich führenden Hillary Clinton auf; in den Prognosemärkten wurden seine Chancen für November daraufhin nicht mehr wie bisher recht stabil mit 1:3, sondern mit 1:2 taxiert. Viele Beobachter erklärten diese Entwicklung damit, dass Trump es in erstaunlich kurzer Zeit gelungen sei, die skeptische bis offen feindliche Haltung vieler republikanischer Anhänger und Eliten zu überwinden und weitgehend hinter sich zu versammeln, während Hillary Clinton sich weiterhin in einer zunehmend hart geführten parteiinternen Vorwahl gegen Bernie Sanders befand. Trumps Gegenkandidaten im Vorwahlkampf, die sich mit teils scharfer Ablehnung über Trump geäußert hatten (etwa Rick Perry, Lindsey Graham oder Marco Rubio), sprachen sich im Mai fast ausnahmslos für Trump aus, während sein Hauptgegner Jeb Bush und dessen Vater und Bruder ihm die Unterstützung versagten. Auch Mitt Romney, der republikanische Präsidentschaftsbewerber von 2012 und damit Trumps direkter Vorgänger als Parteikandidat, hatte noch im März 2016 eine Rede gehalten, in der er Trump aufs Schärfste kritisierte, und sich weiterhin nicht mit Kritik zurückgehalten; im Mai jedoch stellte Romney seine Überlegungen ein, einen unabhängigen Drittkandidaten gegen Trump und damit gegen die Entscheidung der eigenen Parteianhänger aufzustellen. Am 2. Juni 2016 erklärte der Republikaner mit dem ranghöchsten Staatsamt, der Sprecher  des Repräsentantenhauses Paul Ryan, nach fast einmonatigem öffentlichem Zögern seine Unterstützung für Trump, was David Wasserman vom Cook Political Report zu der Einschätzung brachte, Trumps „feindliche Übernahme“ der Republikanischen Partei sei damit „komplett“.

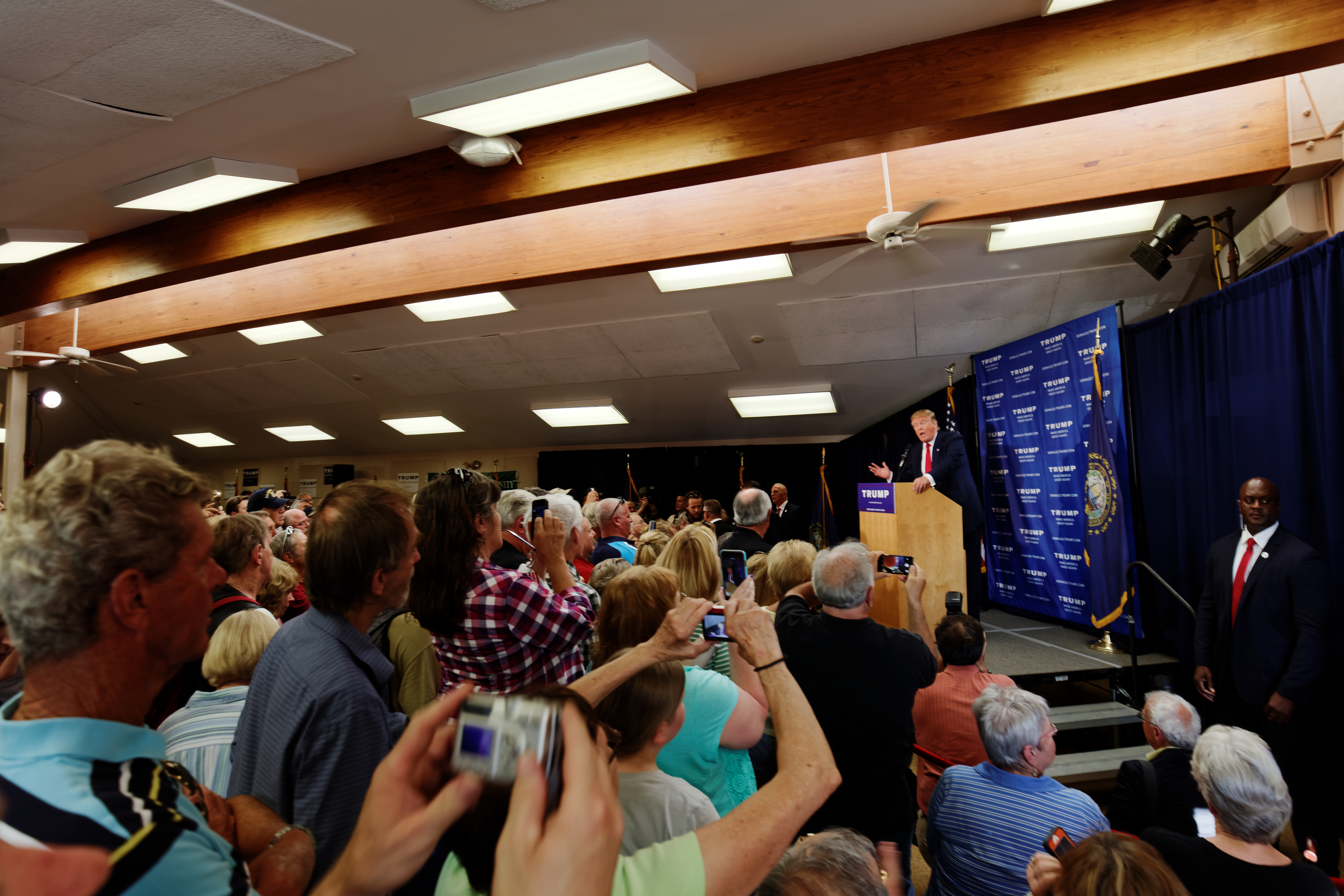
Donald Trump beim Wahlkampf in Laconia im Juli 2016

Ende Mai geriet Trump unter Druck, als Dokumente aus einem Gerichtsverfahren gegen die von ihm initiierte Trump University öffentlich wurden (siehe unten). In dieser Einrichtung hatte Trump gegen hohe Gebühren die Einführung in seine Geschäftsgeheimnisse versprochen; die dabei erreichten Ergebnisse sorgten dafür, dass einige frühere Studierende Anklage wegen Betrugs erhoben. Trumps Verteidigungslinie zielte darauf ab, dem Richter wegen dessen mexikanischer Herkunft öffentlich die Neutralität abzusprechen, da er wegen Trumps Mauerbauplänen gegen Mexiko befangen sei. Diese Äußerungen sorgten für eine mediale Empörungswelle, die viele Beobachter als qualitativ anders als den bisherigen Anstoß gegen Trumps kontroverse Äußerungen betrachteten: Da Trump nun der offizielle Kandidat der Republikaner sei und Anfang Mai versprochen habe, ab jetzt präsidial und moderat-integrierend aufzutreten, werde dieses Verhalten nicht mehr toleriert. Der Sprecher des Repräsentantenhauses, Paul Ryan, nannte Trumps Bemerkung eine „Lehrbuchdefinition von Rassismus“, und der US-Senator für Arizona, Jeff Flake, überlegte öffentlich, beim Nominierungsparteitag trotz Trumps absoluter Delegiertenmehrheit einen Gegenkandidaten durchzusetzen, weil mit Trump die Wahl nicht zu gewinnen sei. Auch zwei US-Senatoren, die mit Trump um die Nominierung konkurriert hatten, distanzierten sich; Marco Rubio zog seine Zusage eines Auftritts zugunsten Trumps beim Nominierungsparteitag zurück, und Lindsey Graham forderte die übrigen Republikaner auf, ihre bereits öffentlich gemachten Unterstützungserklärungen für Trump zurückzuziehen. Dies tat beispielsweise der vor einer schwierigen Wiederwahl stehende US-Senator für Illinois, Mark Kirk. Zugleich gerieten Trumps chaotische Wahlkampforganisation und seine Schwierigkeiten beim Fundraising ins Blickfeld, sodass in den Medien Mitte Juni 2016 allgemein davon gesprochen wurde, Trump habe den Wahlkampf-Vorsprung durch seine frühe Nominierung gegenüber Clinton verspielt.

### Gewalt bei Veranstaltungen
Bei Wahlkampfauftritten Trumps kam es in einem bis dahin bei US-Vorwahlen der jüngeren Geschichte nicht gekannten Umfang zu Gewalttätigkeiten zwischen seinen Anhängern und Gegnern. Zunächst gab es auf mehreren Kundgebungen Trumps körperliche Übergriffe von Unterstützern auf Gegner, teilweise nach verbalen Auseinandersetzungen. Trump sagte daraufhin kurzfristig einen für den 11. März geplanten Auftritt auf dem Gelände der Universität von Illinois in Chicago wegen Sicherheitsbedenken auf Grund von potentiellen Ausschreitungen zwischen Anhängern und Gegnern ab. Trotzdem kam es auf dem Gelände zu Gewalttätigkeiten; eine Reihe von Trump-Gegnern drang in die Veranstaltungshalle ein. Fünf Personen wurden festgenommen, darunter ein CBS-News-Reporter. Trump gab seinen Gegnern die Schuld, die sein Recht auf freie Rede nach dem First Amendment verletzt hätten, und nannte sie „Berufsdemonstranten“ und „Schläger“. Fünf andere Präsidentschaftskandidaten kritisierten Trump und seine ihrer Meinung nach polarisierende Rhetorik. Auch im weiteren Verlauf der Vorwahlen gab es immer wieder teilweise gewalttätige Proteste gegen Trump und seine Veranstaltungen. So musste Trump, um zur GOP Convention in Burlingame zu gelangen, den Hintereingang benutzen, da die Hauptzufahrt von Trump-Gegnern versperrt wurde. Einige von ihnen schwenkten mexikanische Flaggen. In der kalifornischen Stadt Costa Mesa blockierten Gegner Trumps die Straße und demolierten ein Polizeiauto. 20 Personen wurden festgenommen. In Anaheim eskalierte Ende April ein Streit zwischen Trump-Gegnern und -Anhängern; ein Gegner Trumps sprühte Tränengas auf dessen Unterstützer. Hierdurch wurden fünf Personen verletzt, darunter zwei acht und elf Jahre alte Mädchen.
Am 24. Mai 2016 wurde ein Auftritt Trumps in Albuquerque von Demonstranten gestört, einige Trump-Gegner drangen in die Veranstaltungshalle ein. Außerhalb des Veranstaltungsgebäudes wurden Trump-Anhänger verbal angegriffen. Die Polizei setzte Pfefferspray und Schlagstöcke gegen die Demonstranten ein, die Feuer entzündeten, Steine warfen und ein Polizeiauto beschädigten. Am 2. Mai griffen Gegner mehrere Unterstützer Trumps in San Jose an, die eine Veranstaltung verließen. Einer Frau wurden Eier an den Kopf geworfen, ein Unterstützer am Ohr verletzt und einigen wurde ins Gesicht geschlagen. Es gab mindestens vier Festnahmen. Die Versammlung von Trump-Gegnern außerhalb der Veranstaltungshalle wurde von der Polizei nach dem Ende der Rede Trumps als illegal eingestuft. Bei Störungen in der Halle blieb Trump gelassen, anders als bei früheren Veranstaltungen, als er über einen Black-Lives-Matter-Aktivisten gesagt hatte: „Vielleicht hätte man ihn aufmischen sollen“.

## Republikanischer Parteitag

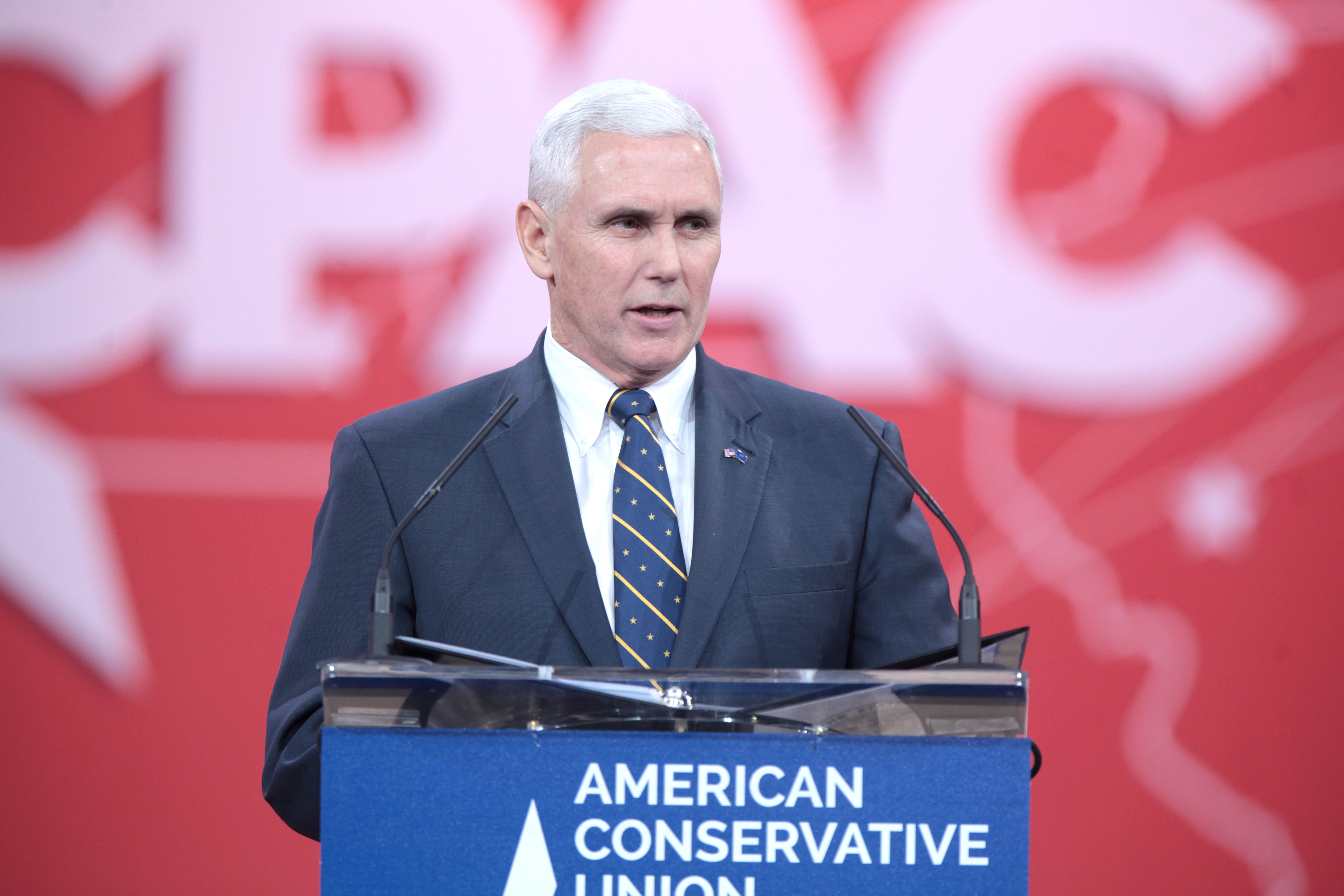
Mike Pence, Vizepräsident der Vereinigten Staaten

Vor dem vom 18. bis zum 21. Juli 2016 stattfindenden Nominierungsparteitags in Cleveland wählte Trump den Gouverneur von Indiana, Mike Pence, als Kandidaten für das Amt des Vizepräsidenten („Running Mate“) aus. In den Medien wurden zuvor auch der ehemalige Sprecher des Repräsentantenhauses Newt Gingrich, New Jerseys Gouverneur Chris Christie und der pensionierte General Michael T. Flynn genannt. Alle drei spielten beratende Rollen in Trumps Kampagne und sollten im Falle eines Wahlsieges Teil einer Trump-Regierung werden. Nach Medienangaben spielten Trumps Kinder Don junior, Ivanka und Eric eine zentrale Rolle in der Auswahl des Vizekandidaten. Im Wahlkampf sollte Pence vor allem Trumps mangelnde politische Erfahrung kompensieren; so war er vor seiner Zeit als Gouverneur (seit 2013) bereits zwölf Jahre Abgeordneter im Repräsentantenhaus. Aus dieser Zeit verfügt er auch über gute Beziehungen zu wichtigen Funktionären und Funktionsträgern der Republikaner. Auch sollte Pence durch seine ruhig und sachlich wirkende Persönlichkeit Trumps extravertiertes Auftreten ausgleichen sowie evangelikale Wähler ansprechen, die Trump skeptisch gegenüberstanden und einen wichtigen Teil der republikanischen Wählerschaft bilden. In seiner Rede, mit der er die Präsidentschaftskandidatur annahm, präsentierte er sich nach Einschätzung Eiríkur Bergmanns und Michael Butters zum ersten Mal vollständig als Populist, indem er den typischen Gegensatz zwischen Volk und Eliten betonte und versprach, „die vergessenen Männer und Frauen unseres Landes“ zu beschützen. Vorher war er als Kandidat gegen das Establishment aufgetreten; den Wandel zum Populismus vollzog er laut Bergmann und Butter unter dem Einfluss Steve Bannons und Stephen Millers.
Trump war mit seiner Nominierung der erste Kandidat einer großen politischen Partei seit Dwight D. Eisenhower im Jahr 1952, der nie ein politisches Amt bekleidet hatte. Er war seit dem Juristen und Geschäftsmann Wendell Willkie im Jahr 1940 der erste Bewerber, der vorher weder ein politisches Mandat noch einen hohen militärischen Rang innehatte.

## Hauptwahlkampf
Nach dem republikanischen Parteitag erhielt Trump einen Schub in den Meinungsumfragen und konnte sich vereinzelt vor seine Kontrahentin Hillary Clinton schieben. Diese wurde in der folgenden Woche auf der Democratic National Convention gemeinsam mit ihrem Running Mate Tim Kaine offiziell nominiert. In den folgenden Tagen kam es zu einer heftigen öffentlichen Auseinandersetzung zwischen Trump und Khizr Khan, dem Vater eines 2004 im Irakkrieg gefallenen US-Soldaten muslimischen Glaubens, der Trump in seiner Rede auf dem demokratischen Parteitag stark angriff. Trump attackierte daraufhin die Familie Khan und äußerte die Vermutung, der ebenfalls auf der Convention anwesenden Mutter des Soldaten sei es offenbar „verboten worden, zu sprechen“. Trotz scharfer Kritik auch aus den eigenen Reihen blieb Trump bei seinen Aussagen, bezeichnete den getöteten Soldaten jedoch als „Helden“. Kurz darauf sorgte Trump erneut für Aufsehen, als er in einer zweideutig verstandenen Bemerkung über den Zweiten Verfassungszusatz (der das Recht auf Waffenbesitz garantiert) Hillary Clintons Position zum Waffenrecht und ihre Auswahl von Richtern für den Obersten Gerichtshof angriff. Wörtlich sagte er über Clinton: „Übrigens, wenn sie ihre Richter ernennen wird, könnt ihr nichts dagegen tun, Leute. Obwohl, die Anhänger des Zweiten Verfassungszusatzes, vielleicht gibt es da …, ich weiß nicht“ (im Original: “By the way, and if she gets to pick — if she gets to pick her judges, nothing you can do, folks. Although the Second Amendment people, maybe there is, I don’t know”). Trumps Aussage wurde daraufhin als versteckter Aufruf zur Gewalt gegen Clinton im Falle ihres Wahlsieges verstanden, was Trump dementierte. Er habe lediglich die Anhänger des Zusatzes aufgefordert, ihm ihre Stimme zu geben. Auch hatte Trump die Theorie geäußert, im Falle seiner Niederlage könne Wahlbetrug im Spiel sein, was politische Kommentatoren zurückwiesen. Darauf fiel Trump in Umfragen wieder deutlich hinter Clinton zurück.
Die Krise spitzte sich weiter zu, als Trump innerhalb von zwei Monaten zwei Mal die Wahlkampfleitung austauschte. Der erste Kampagnenleiter, Corey Lewandowski, musste im Juni 2016 gehen, nachdem er mit einigen Familienmitgliedern, insbesondere mit Trumps Schwiegersohn Jared Kushner, in Konflikt geraten war. An seine Stelle trat der erfahrene Lobbyist Paul Manafort. Dieser versuchte, dem Kandidaten ein Profil zu geben, das mehr den Erwartungen des Partei-Establishments entsprechen sollte, womit Trump aber nicht einverstanden war. Schließlich berief Trump am 17. August 2016 Stephen Bannon, den bisherigen Leiter des als rechtspopulistisch bis rechtsextrem eingeordneten Breitbart News Network, zum neuen Wahlkampfchef (chief executive), und beförderte Kellyanne Conway, eine seiner Beraterinnen, zur Wahlkampfmanagerin. Manafort behielt zwar offiziell seinen Posten als Chairman, trat aber zwei Tage später zurück. Bannons Berufung wurde in den führenden Politikerkreisen mit großer Bestürzung aufgenommen.
Ende August absolvierte Trump einen Besuch in Mexiko-Stadt, zu dem ihn der mexikanische Präsident Enrique Peña Nieto eingeladen hatte. Er wiederholte dort seine Forderung nach dem Bau einer Grenzmauer, lobte jedoch das Nachbarland für dessen „tüchtige Leute“. Nieto äußerte nach dem Treffen, er habe gegenüber Trump die Bezahlung einer Grenzmauer abgelehnt. Trump sagte, er habe dies zwar nicht explizit angesprochen, werde aber darauf pochen, dass Mexiko die Kosten zur Errichtung der massiven Grenzanlage vollständig übernehme. Anfang September gelang es Trump, der sich erstmals bei Auftritten in Detroit gezielt an die sonst zuverlässig demokratisch wählenden Afroamerikaner richtete, seinen Rückstand in den Umfragen wieder aufzuholen. Dabei profitierte er auch von Berichten, Clinton habe während ihrer Zeit als Außenministerin von 2009 bis 2013 das Ministerium genutzt, um internationalen Geldgebern ihrer Clinton Foundation politische Gefälligkeiten zu erweisen. Im Vormonat war sie vom FBI gerügt worden, mit als geheim eingestuften E-Mails grob fahrlässig umgegangen zu sein. Clinton hatte während ihrer Amtszeit als Außenministerin entgegen den Bestimmungen dienstliche Mails über ihren privaten Server verschickt. Trump stellte in dem stark polarisierenden Wahlkampf seine Gegnerin daraufhin wiederholt als nicht vertrauenswürdig dar und warf ihr vor, von Lobbyisten und Geldgebern abhängig zu sein. Clinton porträtierte Trump als mental instabilen Mann ohne politische Erfahrung, dem nicht der Oberbefehl der Streitkräfte anvertraut werden könne. Öffentliche Befragungen ergaben, dass eine Mehrheit der Amerikaner sowohl von Trump als auch von Clinton eine negative Meinung hatte.
Am 26. September gewann Clinton nach Einschätzung der meisten Beobachter das erste Fernsehduell gegen Trump.
Einige Zeitungen brachen mit ihren Traditionen und sprachen sich gegen Trump aus. So gab am 24. September 2016 das Editorial Board der einflussreichen New York Times eine Wahlempfehlung für Clinton ab.
Ende September schrieb USA Today, eine der meistgelesenen US-Zeitungen, Trump sei ein „gefährlicher Demagoge“ und „notorischer Lügner“, und sprach ihm die Befähigung für die Präsidentschaft ab. Das Editorial Board der Washington Post wandte sich Ende September an potentielle Wähler Trumps und arbeitet detailliert aus, wie viel Schaden („clear and present danger“) er trotz aller demokratischen Kontrollinstanzen anrichten könnte, sollte er gewählt werden.
Am 8. Oktober 2016 veröffentlichte die Washington Post ein Video aus dem Jahre 2005, in dem Trump sich in obszöner Weise über Frauen äußerte. Dies löste heftige Proteste aus (siehe Sexismus-Vorwürfe). So sagte der amtierende US-Präsident Obama: „Er ist selbst so unsicher, dass er sich stark fühlt, wenn er andere Leute demütigt.“ Diese Charaktereigenschaft disqualifiziere ihn für das Präsidentschaftsamt. „Er schert sich nicht um grundlegende Werte, die wir unseren Kindern mit auf den Weg geben.“ Trump entschuldigte sich, aber führende Republikaner, wie John McCain, Paul Ryan und Mitch McConnell wandten sich danach öffentlich von ihm ab. Kurz nach der Veröffentlichung der Aufnahme zahlte Trumps Anwalt Michael Cohen am 27. Oktober 2016 130.000 Dollar an die Pornodarstellerin Stormy Daniels. Hierdurch sollte das Bekanntwerden einer Affäre zwischen Trump und Daniels verhindert werden. Die Verschleierung der Zahlung sollte später zum Strafverfahren The People of the State of New York v. Donald J. Trump führen.
Trump suchte auch die Unterstützung von prominenten, bei seiner Wählerklientel beliebten Persönlichkeiten: So unterstützten ihn 88 pensionierte Generäle und Admiräle und prominente Profisportler wie Exweltmeister (und Muslim) Mike Tyson und Wrestler Hulk Hogan. Trump hatte als Veranstalter deren Karriere gefördert und trat auch nach seiner Wahl als Befürworter der Olympiabewerbung 2024 von Los Angeles auf.

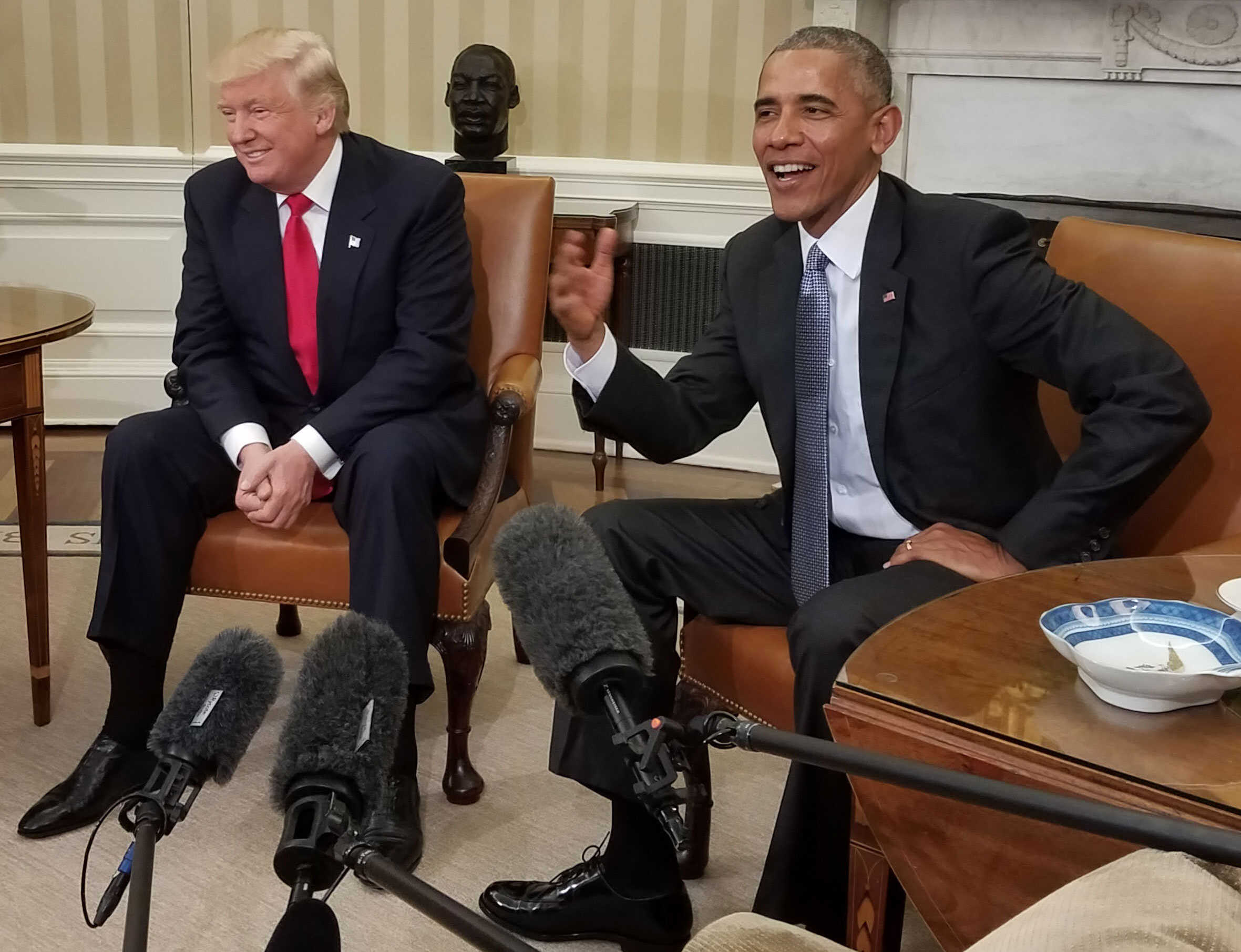
Donald Trump und Barack Obama im Weißen Haus, 10. November 2016

## Wahlsieg

Siegel Trumps als President-elect

Am Wahltag, dem 8. November 2016, konnte sich Trump entgegen den meisten Umfragen und Wahlprognosen gegen Clinton durchsetzen. Den Grundstein für seinen Sieg legte er im sogenannten Rust Belt des Mittleren Westens, wo er in traditionell demokratischen Staaten wie Michigan, Wisconsin und Pennsylvania eine Mehrheit erreichen konnte. Zusätzlich gewann er die Abstimmungen in den klassischen Swing States wie Florida, Ohio und Iowa. In den letzteren beiden fiel sein Vorsprung verglichen mit früheren Ergebnissen sehr deutlich aus.
Am selben Abend hielt Trump eine Siegesrede in New York und betonte, er wolle „der Präsident aller Amerikaner“ sein. Gemäß der Verfassung war  Trumps Vereidigung am 20. Januar 2017.

### Erklärungen für den unerwarteten Sieg
Eine wichtige Wählergruppe, bei der Trump Stimmen hinzugewinnen konnte, waren Weiße aus der Arbeiterschicht (insbesondere im Rust Belt). Zwar wählten diejenigen Amerikaner mit einem geringen Einkommen (unter 30,000 $ im Jahr) in der Mehrheit die Demokratin Hillary Clinton (41 % für Trump, 53 % für Clinton). Der Abstand war jedoch deutlich kleiner als in den Jahren 2012 (35 % zu 63 % für Obama) und 2008 (32 % zu 65 % für Obama). In keiner anderen Einkommensgruppe gab es eine derartige Wählerwanderung. Die Umfragen vor der Wahl hatten den Einfluss Weißer Arbeiter systematisch unterschätzt. Eine Erklärung könnte laut dem Korrespondenten Nate Cohn sein, dass sich einige dieser Wähler in Umfragen nicht getraut hätten, die Wahrheit zu sagen. Tom Jacobs vom Pacific Standard kommentierte hinsichtlich dieser Wählergruppe, dass viele ärmere Weiße Amerikaner sich zurückgelassen und nicht mehr durch eine progressive, linke Politik repräsentiert fühlten. Der Kulturwissenschaftler Simon Schleusener sieht die wesentliche Ursache dafür in der Vernachlässigung der Klassenpolitik zugunsten rein kulturalistischer bzw. identitätspolitischer Themen wie Anti-Rassismus, Anti-Sexismus und Anti-Homophobie bei gleichzeitiger Anschlussfähigkeit an den Neoliberalismus durch die Demokratische Partei im Speziellen und den linken Mainstream in Allgemeinen. Die im öffentlichen Diskurs propagierten Konzepte dieser „kulturalistischen“ Linken wie „weiße Privilegien“ könnten laut der Psychologin Erin Cooley auch die Sympathie für ökonomisch benachteiligte Weiße bei eigentlich linksliberal eingestellten Personen reduziert und den Eindruck erzeugt haben, Weiße seien selbst an ihrer ökonomisch prekären Situation schuld. Ähnlich argumentiert der Harvard-Professor Steven Pinker: „Wirtschaftlich prekäre Weiße ärgerten sich schließlich darüber, als privilegiert und unterdrückerisch bezeichnet zu werden“ und dass reichere Schwarze ihnen gegenüber bevorzugt worden seien. Dies habe Donald Trump „Tür und Tor“ geöffnet.
Eine weitere Erklärung für den überraschenden Sieg Trumps betrifft die Verwendung von Bots, die pro-Trump-Botschaften in den sozialen Netzwerken verbreiteten. Nach Untersuchungen des Oxford Internet Institute verwendete Trumps Team hierfür fünf Mal so viele Bots wie die Gegenseite. Nach Untersuchungen des King’s College London wurden täglich 40.000 bis 50.000 verschiedene Werbebotschaften verbreitet, die Reaktionen der Adressaten (Likes, Shares und Antworten) ausgewertet und die Botschaften dann entsprechend angepasst und verbessert. Darüber hinaus wurde ermittelt, ob in besonders interessanten Bundesstaaten wie Pennsylvania und Wisconsin ungewöhnlich viele positive Reaktionen auf bestimmte Botschaften auftraten, und dort Auftritte des Kandidaten mit Reden zu den betreffenden Themen wie etwa der Einwanderung organisiert. Für solche Zwecke hatte man die Datenanalyse-Firma Cambridge Analytica engagiert, die von Juli bis Dezember 2016 insgesamt 5,9 Millionen Dollar für ihre Dienste erhielt.
Ein anderer Faktor war die systematische Demontage der Gegenkandidatin Clinton, die bereits 2015 mit dem Buch Clinton Cash von Peter Schweizer begann und in der Schlussphase des Wahlkampfs von Trump auf die Spitze getrieben wurde. Schweizer beschreibt das Ehepaar Clinton in seinem Buch als hochgradig korrupt und wirft ihnen in diesem Zusammenhang maßlose Bereicherung vor. Die Veröffentlichung des Buches wurde begleitet von einem darauf basierenden Leitartikel in der Times. Es entstand ein gleichnamiger Film, der im Wahljahr 2016 auf dem Filmfestival von Cannes debütierte. Produziert wurde der Film von dem Government Accountability Institute, das Schweizer zusammen mit dem damaligen Filmproduzenten Stephen Bannon 2012 gegründet hatte und das nach einer Aussage Bannons dazu dienen sollte, „Schmutz“ über Politiker auszugraben und damit die Mainstream-Medien zu „füttern“. Bannon war es dann auch, der als Wahlkampfleiter in der Schlussphase des Wahlkampfs Trump riet, sich auf die Verunglimpfung Clintons als korrupt zu konzentrieren.
Eine im April 2018 veröffentlichte Studie der Ohio State University ergab, dass etwa vier Prozent derjenigen, die 2012 Obama gewählt hatten und 2016 Trump wählten, sich für ihre veränderte Wahlentscheidung von Fake News hatten überzeugen lassen, was ein ausschlaggebender Faktor für Trumps Wahlsieg gewesen sein könnte. Andere Studien waren vorher zu anderen Schlussfolgerungen gekommen.

### Proteste nach der Wahl und Neuauszählungen
Nach der Wahl kam es in vielen Städten der USA zu Protesten gegen die Wahl Donald Trumps. Überwiegend Anhänger der Demokraten machten unter dem rasch verbreiteten Slogan „Not My President“ (Nicht mein Präsident) ihrem Unmut Luft. Dabei kam es vereinzelt auch zu gewalttätigen Ausschreitungen von Demonstranten.
Nachdem Ende November 2016 im New York Magazine der Verdacht der Manipulation von Wahlcomputern geäußert worden war, beantrage die Grünen-Kandidatin Jill Stein eine Neuauszählung der Stimmen in den drei Bundesstaaten Wisconsin, Pennsylvania und Michigan. Dort hatte Trump jeweils relativ knappe Mehrheiten erhalten. Trump und andere Republikaner fochten in allen drei Bundesstaaten die Rechtmäßigkeit von Neuauszählungen an bzw. beantragten ihren Stopp.
Am 5. Dezember 2016 begann die Neuauszählung in Michigan, wurde jedoch am 9. Dezember durch das Oberste Landesgericht Michigans (Michigan Supreme Court) abgebrochen. Am 12. Dezember war die Neuauszählung der Stimmen in Wisconsin beendet, Clinton wurden 713 Stimmen neu zugesprochen, Trump erhielt weitere 844 und baute den Vorsprung aus. Am gleichen Tag lehnte ein Richter am Bundesbezirksgericht in Pennsylvania eine Neuauszählung ab.

### Reaktionen auf den Wahlsieg in den Medien
Zahlreiche Wahlforscher und Nachrichtenmedien waren vom Wahlsieg Donald Trumps überrascht. Viele als „liberal“ bezeichnete Medien berichteten und kommentierten im Vorfeld der US-Wahl Trump-kritisch und pro Clinton, wobei letzterer höhere Siegchancen zugerechnet worden waren. Auch Vorwürfe, Trump habe sich rassistisch und sexistisch geäußert, hatten mitunter zu der Einschätzung geführt, dass Trump als unwählbar empfunden werde. Der amerikanische Journalist Jeff Jarvis, der auch an der Graduate School of Journalism lehrt, analysierte, dass der Erfolg Trumps trotz der Kritik auch auf die ihm zur Inszenierung zugestandene Sendezeit zurückzuführen war: Trump sei „ein Produkt der US-Medien“. Weiter hätten die Journalisten „die Bürger aus den Augen verloren“ und müssten die entstandene Kluft überwinden.
Medienkritische Branchendienste wie das Medienmagazin Meedia merkten auch nach dem Wahlsieg Trumps übersteigernde „Weltuntergangs-Rhetorik“ in der Berichterstattung an.
In Deutschland sorgen sich zahlreiche Kommentatoren um die Meinungs- und Pressefreiheit während der Präsidentschaft von Donald Trump. Bereits Monate vor der Wahl hatte die Organisation Reporter ohne Grenzen drastische Einschränkungen der Presse- und Meinungsfreiheit unter Trump befürchtet. Da zahlreiche Medien einem Wahlsieg Trumps nur wenig oder gar keine Chancen einräumten, wurde dieser Aspekt nur selten berücksichtigt. Das ist nach der Wahl anders. Der Pulitzer-Preisträger David Maraniss sagte im Interview mit der Zeit: „Für mich persönlich als Journalist sehe ich Trump als eine Gefahr für die Pressefreiheit. In einem sehr viel größeren Kontext hat er einen Hass freigesetzt, der sich nun teilweise auf den Straßen zeigt, und das ist extrem gefährlich.“ Trumps wiederholt öffentlich getätigte Aussagen, Journalisten und ihre Medien seien „korrupt“ oder „verlogen“, beschäftigen nach der Wahl die Kommentatoren. Der Zeit-Kolumnist Tuvia Tenenbom sieht das kritisch und führt als Gegenbeweis die Arbeitsweise der New York Times an, die über Donald Trump auch nicht ausgewogen berichtet habe.

## Politische Positionen im Wahlkampf
Trumps politische Positionen lagen früher deutlich links des republikanischen Mainstreams; so hat er sich für eine allgemeine Krankenversicherung, für Steuererhöhungen und das Recht auf Abtreibung (Pro-Choice) eingesetzt, sprach sich 2004 gegen den Irakkrieg aus und bezeichnete den Demokraten Bill Clinton als erfolgreichen, den Republikaner George W. Bush aber als den schlechtesten aller US-Präsidenten.
Einzelne Positionen, welche er im Wahlkampf eingenommen hatte, wurden nach der Wahl relativiert: Er sagte selber über einige seiner zentralen Wahlversprechen: „Sie sind nicht mehr so wichtig.“

### Abtreibungen
In seinem zur Präsidentschaftswahl 2000 veröffentlichten Buch The America We Deserve sprach sich Trump für die Möglichkeit von Abtreibungen aus („Pro-Choice“). Auch Jahre später bekräftigte er diesen Standpunkt in einem Interview. Während seiner Präsidentschaftskampagne 2016 erklärte Trump hingegen, Abtreibungen abzulehnen („Pro-Life“). Im Gegensatz zu vielen erzkonservativen Republikanern und Anhängern der religiösen Rechten will er jedoch in drei Ausnahmesituationen den Schwangerschaftsabbruch zulassen: im Falle einer gesundheitlichen Gefährdung der Mutter, einer Vergewaltigung sowie bei Inzest.

### Außenpolitik
Trump lobte den russischen Präsidenten Putin für sein Vermögen als Staatschef („leader“). Trump ist der Meinung, dass ein gutes Verhältnis zwischen ihm und Putin auch gut für die USA sein würde. Bezüglich der Annexion der Krim erklärte Trump in einem Interview, was er gehört habe, sei, dass die Leute auf der Krim lieber bei Russland sein wollten. Er erklärte aber auch, dass es Putin nach seiner Wahl nicht wagen würde, in die Ukraine einzudringen.
In der Fernsehdebatte am 6. Februar 2016 erklärte Trump auf eine dahingehende Frage des Moderators, dass er im Kampf gegen den Terrorismus das Waterboarding und viel Schlimmeres („a hell of a lot worse“) wieder einführen wolle, wobei er dieser Aussage eine Verurteilung der Methoden des Islamischen Staats vorausschickte. Am 4. März 2016 erklärte Trump, dass er das Militär nicht anweisen werde, gegen das Gesetz zu verstoßen, und dass die Vereinigten Staaten an Verträge gebunden sind. Am 6. Juli 2016 sorgte Trump erneut für Aufsehen, als er in einer Wahlkampfkampagne in North Dakota dem ehemaligen Diktator des Iraks, Saddam Hussein, ein effizientes Vorgehen gegen Terroristen zusprach. Zudem wiederholte Trump seine Ablehnung gegenüber dem Irakkrieg.
Am 27. April hielt er im Mayflower Hotel in Washington D.C. eine außenpolitische Grundsatzrede. Zur Leitlinie seiner Außenpolitik erklärte er „America First“: Die Interessen des amerikanischen Volkes und der Sicherheit Amerikas sollten allen Bedürfnissen anderer Nationen vorgeordnet werden. Zum Chef seines außenpolitischen Beraterteams ernannte er Senator Jeff Sessions, welchen er später als Justizminister nominierte.
Trump bezeichnete Israel als Freund der Vereinigten Staaten, das als einzige echte Demokratie im Nahen Osten eine Kraft der Gerechtigkeit und des Friedens in der Region sei. Der Iran hingegen sei in den letzten Jahren erstarkt und sei von Obama zu gut behandelt worden.
Für den Fall seiner Präsidentschaft kündigte Trump an, einen Gipfel der NATO-Alliierten und einen separaten Gipfel mit den Alliierten aus Asien einzuberufen, um die weitere strategische Vorgehensweise zu prüfen und alte Strukturen zu erneuern, welche noch auf Grundlagen des Kalten Krieges beruhten. Außerdem verteidigt er eine passive militärische Außenpolitik; das Militär sollte nur eingesetzt werden, falls es absolut notwendig sei.

### Bildung
Trump möchte sämtliche Kompetenzen im Bereich der Bildungspolitik in der Zuständigkeit der Bundesstaaten belassen. Seiner Meinung nach sind bundesweite Vorgaben zu bürokratisch und wenig effizient. In diesem Zusammenhang beklagte er das schwache Abschneiden der Vereinigten Staaten bei Studien im Vergleich mit anderen westlichen Industrieländern trotz hoher Bildungsausgaben.
Trump setzt sich für school choice ein, die Möglichkeit, dass sich ein Schüler die Schule selbst aussuchen kann. Er beabsichtigt dahingehend 20 Milliarden US-Dollar zu investieren, damit insbesondere Kinder aus ärmeren Verhältnissen auf bessere Schulen gehen können.
Dafür soll ein Gutscheinsystem initiiert werden, was ebenfalls zu einem offeneren Markt und so mit mehr Wettbewerb zu besseren Schulen insgesamt führen soll.
Außerdem unterstützt Trump Charter-Schulen, Schulen, die durch öffentliche Gelder finanziert werden, aber weitgehend unabhängig agieren und so beispielsweise die Lehrer selbst einstellen oder erfolgsabhängige Löhne zahlen können.

### Einwanderungs- und Flüchtlingspolitik
Noch nach der Präsidentschaftswahl 2012 hatte Trump erklärt, dass die Niederlage des republikanischen Kandidaten Mitt Romney mit dessen harter Position in der Einwanderungsfrage zusammenhänge. Romneys zentralen Programmpunkt, illegal Eingewanderte dazu zu bringen, aus freien Stücken das Land zu verlassen („self deportation“), bezeichnete Trump im November 2012 als „verrückt“ und „manisch“.
Mitte August 2015 legte Trump im Rahmen des eigenen Präsidentschaftswahlkampfes sein erstes politisches Positionspapier vor, das sich mit Immigration beschäftigt und harte Maßnahmen vorschlägt: Demnach sollen sämtliche 11 Millionen illegale Einwanderer ausgewiesen werden. Außerdem sei die Grenze zwischen den Vereinigten Staaten und Mexiko unzureichend gesichert, und daher solle eine durchgehende Mauer gebaut werden, deren Kosten Trump der mexikanischen Regierung auferlegen wollte. Zudem sollte das bisher geltende Geburtsortsprinzip des US-Staatsbürgerschaftsrechts aufgegeben werden (siehe Ankerkind). In einem Interview im November 2016 kündigte Trump an, dass er unmittelbar nach seinem Amtsantritt ungefähr zwei bis drei Millionen illegal Eingewanderte – „Kriminelle, Bandenmitglieder, Drogendealer“ – abschieben werde.
Nachdem Trump zunächst die Aufnahme zusätzlicher syrischer Flüchtlinge in der andauernden Flüchtlingskrise befürwortet hatte, erklärte er Anfang Oktober, alle syrischen Flüchtlinge aus den Vereinigten Staaten abschieben zu wollen (wörtlich: „they’re going back“). Wenig später nannte er – international kontrovers diskutiert – die Politik der deutschen Bundeskanzlerin Angela Merkel in der europäischen Flüchtlingskrise „wahnsinnig“ („insane“). Da sich möglicherweise unter den Flüchtlingen Terroristen befinden, werde es zu „Aufständen“ („riots“) in Deutschland kommen.

### Gleichgeschlechtliche Ehe
Gegenüber einer rechtlichen Gleichstellung homosexueller Ehen zeigte sich Trump kritisch, erklärte aber, die Entscheidung solle den einzelnen Bundesstaaten überlassen bleiben. Nach dem Urteil des Obersten Gerichtshofes zur landesweiten Gleichstellung mit der heterosexuellen Ehe (Obergefell v. Hodges) teilte er mit, die Entscheidung müsse nun akzeptiert werden und tauge nicht mehr als Wahlkampfthema. Anfang September 2015 forderte er die Verwaltungsbeamtin Kim Davis aus Kentucky auf, nicht länger die Ausfertigung von Heiratsurkunden für homosexuelle Paare zu verweigern. Davis hatte durch ihre Weigerung für internationales Aufsehen gesorgt und war wegen ihres Verhaltens zeitweise inhaftiert worden. Andere Präsidentschaftskandidaten wie Mike Huckabee unterstützten Davis und kritisierten Trump für seine Haltung.
Der Vorsitzende der Log Cabin Republicans Gregory T. Angelo, einer Vereinigung innerhalb der Republikanischen Partei, die für die Rechte von Homosexuellen eintritt, bezeichnete Trump als „einen der besten, wenn nicht den besten, republikanischen Präsidentschaftskandidaten für die Rechte Homosexueller“ (im Original: „one of the best, if not the best, pro-gay Republican candidates to ever run for the presidency“).

### Klimaschutz und Energiepolitik
Im November 2012 schrieb Trump auf der Internetplattform Twitter, das Konzept der globalen Erwärmung sei von und für die Chinesen geschaffen worden, um der industriellen Fertigung in den USA die Konkurrenzfähigkeit zu nehmen. Anlässlich des Besuchs von Papst Franziskus in den Vereinigten Staaten Ende September 2015 äußerte Trump, er glaube nicht an die anthropogene globale Erwärmung und halte den Klimawandel nicht für ein drängendes Problem, sondern ein natürliches Phänomen. Klimaschutz-Auflagen für amerikanische Firmen halte er für falsch. Trump kündigte vor der Wahl an, das Pariser Klimaabkommen aufzukündigen. Er wolle diese Abmachungen neu verhandeln, da sie einseitig und schlecht für die USA seien.
Nach der Wahl sagte Trump der New York Times, er glaube an eine Verbindung zwischen menschlicher Aktivität und Klimawandel und er stelle die Frage, wie stark diese Verbindung sei. Er denke darüber nach, wie teuer der Klimawandel für US-amerikanische Unternehmen und die Wettbewerbsfähigkeit sei. Klimaschutzabkommen sehe er sich genau an und sei ihnen gegenüber offen. Kurz zuvor hatte die chinesische Regierung mit Kritik auf Trumps bisherige Äußerungen reagiert und angekündigt, die eigene Klimaschutzpolitik in jedem Fall fortzuführen, was Experten als mögliche Verschiebung der weltweiten Gewichte in diesem Politikbereich zugunsten von Schwellenländern bezeichneten.
In der Energiepolitik kündigte Trump im Mai 2016 in einer Rede auf einer Konferenz der Ölindustrie in North Dakota eine „Kehrtwende“ mit einer Lockerung von Umweltvorschriften und einer Rückbesinnung auf fossile Brennstoffe an. Nach Einschätzung der New York Times gab diese Rede den Ausschlag für die Unterstützung seiner Nominierung durch die Delegierten dieses stark durch die Ölindustrie geprägten Bundesstaates. In seinem America First Energy Plan nennt er als Hauptziel, die USA von importierten Energieträgern, namentlich aus dem OPEC-Raum, unabhängig zu machen. Dafür wolle er bisher unerschlossene Vorkommen von Ölschiefer, Erdöl, Erdgas und Kohle nutzen, insbesondere auch an und vor der Küste. In diesem Zusammenhang wolle er alle unter Obama eingeführten Einschränkungen aufheben, welche Arbeitsplätze vernichtet hätten, und so jährlich mindestens eine halbe Million neue Arbeitsplätze schaffen sowie zugleich Energie billiger machen. Bei den erneuerbaren Energien lehnt Trump insbesondere die Windenergie ab. Schon 2012 twitterte er, Windräder seien ein „ökologisches und ästhetisches Desaster“, nachdem er in einem Rechtsstreit um die Errichtung eines Windparks in der Nähe eines von ihm betriebenen Golfplatzes in Schottland unterlegen war. Im November 2016 problematisierte er in einem Interview, dass sie Vögel töteten, massive Subventionen benötigten und nicht in den USA, sondern vor allem in Deutschland und in China hergestellt würden.

### Sozialversicherung und Gesundheitspolitik
Wie sämtliche Republikaner des Wahlkampfs 2016 forderte Trump im Wahlkampf eine Rücknahme der 2010 unter Präsident Obama eingeführten Gesundheitsreform („Obamacare“). Diese verschlechtere die Qualität des Gesundheitswesens und führe zu überhöhten Preisen. Nach seiner Auffassung begünstige sie außerdem einseitig die Versicherungskonzerne. Stattdessen befürwortet Trump einen sogenannten free market plan, mit dem durch eine Stärkung des Wettbewerbs im Gesundheitsbereich die Kosten gesenkt und Qualität verbessert werden soll. Am 29. Februar 2016 erklärte Trump bei einer Wahlkampfveranstaltung in Bentonsville (Arkansas), dass er Obamas Gesundheitsreform aufheben wolle. Im November 2016 lautete die Formulierung dazu „aufgehoben und ersetzt“.
Kürzungen im Bereich von Social Security, Medicare und Medicaid lehnt Trump hingegen strikt ab, womit er sich von den meisten republikanischen Mitbewerbern bei der Präsidentschaftswahl 2016 abhob. Allerdings plädierte er dafür, die Programme der Sozialversicherung effizienter zu gestalten und Verschwendung einzudämmen. Trump setzt sich für eine bessere Versorgung der Veteranen ein.

### Steuern und Finanzen
In der Steuerpolitik setzte sich Trump Ende August 2015 deutlich von den republikanischen Mitbewerbern ab, die sämtlich angebotsorientiert eine Senkung der Steuersätze für Vermögende und Bezieher hoher Einkommen oder einen Einheitssteuersatz (eine Flat Tax) fordern (vgl. Trickle-down-Theorie). Trump will das Steuersystem vereinfachen, Reiche – ihn selbst eingeschlossen – hingegen stärker besteuern, die Mittelschicht jedoch entlasten. Die Einkommensteuer soll bei 33 Prozent für Großverdiener gedeckelt werden. Amerikaner mit einem Jahreseinkommen von weniger als 25.000 US-Dollar sollen über die Nutzung von Freibeträgen zum Teil von der Einkommensteuer gänzlich befreit werden.
Vor allem konservative US-Medien haben seine Vorschläge im Bereich der Steuerpolitik als Populismus kritisiert. Zudem wolle er Steuerflucht intensiver bekämpfen und Steuerschlupflöcher schließen.
Für Unternehmen möchte Trump die Steuern senken, um so ein stärkeres Wirtschaftswachstum zu ermöglichen und mehr Arbeitsplätze zu schaffen. Die Unternehmenssteuern will er von 35 auf 15 Prozent senken, um die Konzerne im internationalen Wettbewerb zu stärken. Zudem will Trump die Verlagerung von Produktionen ins Ausland verhindern. Per Presseerklärung verkündete er dazu am 24. Mai 2016: „Amerikanische Autos werden über die Straßen fahren, amerikanische Flugzeuge werden die Städte verbinden, amerikanische Schiffe werden über die Meere patrouillieren, amerikanischer Stahl wird überall im Land neue Wolkenkratzer aufragen lassen.“
Nach Trumps eigenen Angaben ist sein Steuerkonzept aufkommensneutral. Durch Effizienzsteigerungen im öffentlichen Dienst und beim Militär sowie Mehreinnahmen durch ein starkes Wirtschaftswachstum möchte er binnen weniger Jahre einen ausgeglichenen Bundeshaushalt erreichen.

### Todesstrafe
Bei einem Treffen mit Polizeibeamten erklärte Trump, er werde als Präsident eine Executive Order erlassen, die bei Polizistenmorden die Todesstrafe zwingend vorschreibt. Ob dies durch geltendes Recht abgedeckt ist, ist umstritten. Eine Entscheidung des Obersten Gerichtshofes aus dem Jahr 1976 schließt das obligatorische Verhängen der Todesstrafe für bestimmte Delikte aus.

### Waffenrecht
Trump verficht – nachdem er im Jahr 2000 noch für eine vermittelnde Position eingetreten war – eine weite Auslegung des Zweiten Verfassungszusatzes, der US-Bürgern das Recht auf Waffenbesitz einräumt. Wie die Mehrheit der Republikaner lehnt er Verschärfungen des Waffenrechts ab, da sie nicht geeignet seien, Gewalttaten zu verhindern. Vielmehr macht er unzureichende Therapiemöglichkeiten und Präventionsmaßnahmen für Amokläufe verantwortlich. Ferner erklärte Trump, Gewalttäter würden sich für ihre Taten gezielt Einrichtungen aussuchen, in denen das Tragen von Waffen untersagt ist (gun free zones), weshalb niemand Amokläufer durch die Anwendung von Gegengewalt frühzeitig stoppen könne. Deshalb spricht er sich auch gegen sogenannte waffenfreie Zonen aus.
Nach den Pariser Terroranschlägen vom November 2015 sorgte Trump für Aufsehen, als er den strengen Waffengesetzen in Frankreich eine Mitschuld an der hohen Opferzahl gab. „Hätten die Menschen Waffen getragen, wäre es anders verlaufen“, erklärte er bei einem Wahlkampfauftritt in Texas.

### Wirtschaft
Der Kandidat hatte angekündigt, China am ersten Tag seiner Präsidentschaft als „Währungsbetrüger“ anzuprangern und hohe Strafzölle auf Produkte aus dem fernöstlichen Land zu verhängen.
Laut eigener Aussage befürwortet Trump den freien Markt, vertritt jedoch unter dem Motto „America First“ den Standpunkt, dass US-Unternehmen ihre ausländischen Produktionsstätten in die Vereinigten Staaten zurückverlagern sollen; dies soll unter anderem durch die Verhängung hoher Strafzölle für Importe und entsprechende Steuererleichterungen provoziert werden. Außerdem müssten angeblich ungünstige Handelsverträge, wie z. B. die Transpazifische Partnerschaft, neu ausgehandelt werden. Diese Positionen sind vor allem in liberaleren und konservativen Kreisen wie dem Club for Growth als protektionistisch und „Verachtung“ der freien Marktwirtschaft kritisiert worden.
Trump favorisiert eine Anhebung des Mindestlohns auf mindestens 10 US-Dollar, möchte dies jedoch den einzelnen Bundesstaaten überlassen.
Mary Jo White, die Chefin der US-Börsenaufsicht, kündigte ihren Rücktritt zum Ende der Amtszeit von Barack Obama an. Das ist drei Jahre vor dem eigentlich vorgesehenen Ende ihrer Amtszeit. In den USA wird dies als Zeichen für die Regierung von Donald Trump gesehen, mehr Handlungsspielraum zu haben.

### Verschwörungstheorien
In Trumps Wahlkampf spielten Verschwörungstheorien eine zunehmende Rolle. Bereits 2012 hatte er sich die Position der Birther zu eigen gemacht, die bezweifeln, dass Barack Obama in den USA geboren wurde. Somit hätte er nicht das Recht, das Amt des Präsidenten der Vereinigten Staaten auszuüben. Im Vorwahlkampf und im eigentlichen Wahlkampf äußerte er sich zu den Gefahren des Impfens oder zur angeblichen Verwicklung des Vaters von Ted Cruz in das Attentat auf John F. Kennedy. Cruz sei obendrein in Kanada geboren und habe somit nicht das Recht, Präsident zu werden. Trump streute diverse Gerüchte, etwa dass Antonin Scalia, ein Richter am Obersten Gerichtshof der Vereinigten Staaten, der 2016 achtzigjährig gestorben war, und Vince Foster, ein Mitarbeiter Bill Clintons, der 1993 Selbstmord begangen hatte, ermordet worden seien. Dass er solche Gerüchte keineswegs für abwegig hielt, zeigte Trump auch in einem Interview, das er im Dezember 2015 dem paläokonservativen Internetjournalisten und Konspirologen Alex Jones gewährte. Dieser versuchte vergeblich, ihm eine Zustimmung zu Verschwörungstheorien zum 11. September 2001 zu entlocken, doch hier blieb Trump fest: Hinter den Anschlägen stand seiner Überzeugung nach nicht die US-Regierung, sondern Islamisten, wenn er dem auch sofort eine antiislamische Deutung gab: Er habe mit eigenen Augen gesehen, wie Araber angesichts des Einsturzes der Twin Towers in New Jersey Freudentänze aufführten. Laut dem Amerikanisten Michael Butter verwendete Trump diese Verschwörungstheorien lange mit einer gewissen Zurückhaltung: Er verbreitete sie zwar, aber stets in Form einer Frage oder als Wiedergabe der Ansicht eines Dritten, machte sie sich also nicht offen zu eigen. Das änderte sich erst im Oktober 2016, als deutlich wurde, dass er auf die Stimmen gemäßigter Wähler nicht mehr rechnen konnte. Nun bediente Trump offen die Ressentiments derer, die sich kulturell oder ökonomisch abgehängt fühlten, und behauptete als Tatsache, seine Konkurrentin würde gegen die USA konspirieren. Am 13. Oktober etwa verkündete er in einer Rede in West Palm Beach, Hillary Clinton habe sich insgeheim mit internationalen Bankern getroffen, um ein Komplott zur Zerstörung der amerikanischen Souveränität zu schmieden, dessen Ziel es sei, diesen globalen Finanzkräften, die sie mit Spenden unterstützen würden, neue Gelegenheiten zur Bereicherung zu eröffnen. Beweise dafür habe WikiLeaks veröffentlicht. Er selbst sei als ehemaliges Mitglied dieser globalen Elite der einzige, der hier Ordnung schaffen könne.
Einem noch krasseren Verdacht setzte die Verschwörungstheorie zu Pizzagate die demokratische Kandidatin aus: Demnach sei Clinton Mitglied eines Kinderpornorings, der von einer Pizzeria aus agiere, in deren Keller sie sich gemeinsam mit Obama und Lady Gaga am sexuellen Missbrauch von Kindern beteiligen würde. Diese Verleumdungen wurden im Internet und  zeitweise auch von Alex Jones verbreitet, der sich aber später dafür entschuldigte. Trump selber machte sich diese Verdächtigungen nicht zu eigen, doch berichtete der Rolling Stone, dass viele derjenigen, die sie weiterverbreiteten, Kontakte zu seiner Wahlkampagne oder nach Russland hatten.
Wiederholt behauptete Trump, Clinton wolle die Wahl manipulieren, um ihm den Sieg zu stehlen. Auf der Website seiner Kampagne forderte er dazu auf, zur Stimmauszählung zu gehen, um Wahlbetrug zu verhindern: “Help Me Stop Crooked Hillary From Rigging This Election!” („Helfen Sie mir, die schurkische Hillary daran zu hindern, die Wahl zu manipulieren“). Damit, so der britische Politikwissenschaftler John L. Campbell, erschütterte Trump die Normen für ein akzeptables Verhalten eines Kandidaten, was zu einer Beeinträchtigung  des Vertrauens vieler Bürger in das amerikanische Wahlsystem führte.

## Einschätzungen

### Wahrnehmung
Trumps Politikstil wurde oft als postfaktischer Politikstil (englisch: post-truth politics) beschrieben.
Markus Feldenkirchen urteilte im Spiegel über Trump, „fast alles, was herkömmliche Politiker machen“, mache er nicht: Er benenne gnadenlos alles, was im politischen System der USA faul sei. Schon seine schlichte Sprache setze ihn von den etablierten Politikern ab. Er nutzt bei seinen Reden wie ein Markenzeichen keine Teleprompter und verhöhnte Barack Obama als „Teleprompter-Präsidenten“, der seine Reden stets ablesen müsse. Der Erfolg Trumps sei „komplexer als der Mann selbst“ und verrate viel über den gegenwärtigen Zustand der Vereinigten Staaten und ihrer politischen Kultur.
Der Parteistratege Ward Baker kam in der Süddeutschen Zeitung im Dezember 2015 zu dem Schluss, der Kandidat sei deshalb „so populär, weil ihn die Wähler als authentisch, unabhängig, direkt und stark ansehen – und weil sie glauben, dass er nicht von Interessensgruppen gekauft werden kann“.
Die Zeitschrift The Economist gelangte in einer Analyse im September 2015 zur Einschätzung, Trump würde Ideen aus dem gesamten politischen Spektrum aufnehmen: Im Bereich der Einwanderungspolitik stehe er rechts des republikanischen Mainstreams; andererseits kritisierte Trump die Tätigkeit von Hedgefonds und Lobbyisten, lobte die staatlichen Gesundheitssysteme anderer Länder und vertrete wirtschaftspolitisch teils protektionistische Positionen.
Michael D’Antonio erklärte gegenüber der Weltwoche, Trump sei „so beschäftigt mit seiner Performance, dass nichts, was er über sich sagt, als aufrichtig bezeichnet werden kann“.

### Kandidat einer „schweigenden Mehrheit“
Nach der Einschätzung des Politikberaters Frank Luntz zeichnen sich Trumps Sympathisanten nicht durch ihre Treue zu konservativen Grundsätzen, sondern vor allem durch ihre Wut über den aktuellen Zustand der US-Politik aus. Trump spreche Menschen mit unterschiedlichsten Werthaltungen und aus allen sozialen Schichten an, weil er „ihre Sprache spreche“ und als „Anti-Politiker“ das unpopuläre politische Establishment angreife. Er positioniere sich – ähnlich wie Ende der 1960er-Jahre Richard Nixon – als Kandidat einer „schweigenden Mehrheit“.
Eine etwa ein Drittel ausmachende Gruppe innerhalb der Anhänger Trumps überwindet laut Umfrage- und Wählerbefragungsdaten die bisherigen Spaltungen der republikanischen Wählerschaft und ist in hoher Kohärenz durch religiöse, soziale und „rassische“ Intoleranz vereint (Stand: Februar 2016).
Trump habe, wie die Washington Post im November 2015 analysierte, seit Jahren ein rechtes Politiksegment umworben, das sich inzwischen zu einem Gegen-Establishment („fringe establishment“) verfestigt und große mediale Präsenz als Gegenöffentlichkeit gewonnen habe; Trump habe verbrannte Erde bei den Etablierten hinterlassen.
Der Filmemacher Michael Moore beschrieb Trump als die „Handgranate, die sie legal in das System werfen können, das ihnen ihr Leben gestohlen hat“ und meinte damit vor allem diejenigen Männer aus dem Rust Belt, die früher der Mittelschicht angehörten und nun ihren Job, ihre Frau und Kinder verloren hätten und keine Perspektive mehr haben. Trump hatte im Wahlkampf mit dem Zitat von Moore geworben und ergänzt: „Ich stimme zu. An alle Amerikaner: Ich sehe euch und ich höre euch. Ich bin Ihre Stimme.“

### Parallelen zu rechtspopulistischen Parteien in Europa
Trumps Aufstieg ist immer wieder mit dem Erfolg rechtspopulistischer Parteien in Europa in Verbindung gebracht worden. Die New York Times etwa sah Trumps Kampagne auf den Spuren der vor allem Arbeiter ansprechenden Parteien wie der britischen UKIP, die die christliche Identität und ökonomische Integrität als durch Zuwanderung bedroht betrachteten. Teile der Bevölkerung sähen sich als Zurückgelassene im kulturellen Wandel und wegen Arbeitsplatzabwanderung in der globalisierten Wirtschaft als Modernisierungsverlierer, wogegen diese Bewegungen einen „Wohlfahrtschauvinismus“ propagierten, also die Verteidigung des Sozialstaats allerdings nur für die Einheimischen. Das geschehe in einer tabuverletzenden Sprache und der spalterischen Rhetorik von „Starken“ und „Schwachen“, die sich unter anderem in der Bewunderung der Führung Russlands durch Wladimir Putin und in der Verächtlichmachung politischer Kontrahenten zeige. Die einfache Sprache, die propagierte Unkorrumpierbarkeit und der Hang zu Verschwörungstheorien (bei Trump unter anderem zu den Birthern) würden bei den Anhängern für das Gefühl einer Kampfgemeinschaft gegen die Etablierten und persönlicher Nähe sorgen. Wie bei Silvio Berlusconi kämen dazu bei Trump der großsprecherische Mythos vom selbstgemachten Aufstieg zum Milliardär, die zur Schau gestellte machohafte Virilität und die virtuose Beherrschung der Medien. Die Vorstellung, Trumps Wähler seien hauptsächlich Angehörige der weniger gebildeten und ärmeren working class, wird aber angezweifelt. Eine vom Economist vorgenommene Analyse von Umfragen unter Teilnehmern der republikanischen Vorwahlen ergab, dass besser bezahlte und höher gebildete Wähler einen genauso großen Anteil von Trumps Anhängerschaft stellen wie Wähler am unteren Ende der Einkommens- und Bildungsskala. Der  Economist parallelisierte Trump mit erfolgreichen rechtsgerichteten Politikern wie Marine Le Pen in Frankreich oder Viktor Orbán in Ungarn, die in der 2015 besonders angespannten internationalen Lage durch islamistischen Terror und die Flüchtlingskrise innere Sicherheit durch radikale Lösungen versprachen. Wie diese schaffe es Trump, sich durch seine Distanzierung von offenem Rassismus, militaristischer Rhetorik und Neonazismus vom Stigma zu befreien, das der radikalen Rechten bisher politischen Erfolg in die Mehrheitsgesellschaft hinein verwehrt hatte. In Deutschland begrüßt die AfD den Wahlsieg Trumps. Auf dem offiziellen Twitter-Kanal jubelte die Partei „Wir sind Präsident!“ (in Anlehnung an die Bild-Schlagzeile „Wir sind Papst!“ bei der Wahl von Joseph Ratzinger). Doch die Zustimmung zu Trump ist bei der AfD nicht durchgängig vertreten. So hatte Parteichef Jörg Meuthen kurz zuvor öffentlich erklärt, weder Hillary Clinton noch Donald Trump überzeugend zu finden.

## Kontroversen

### Forderung nach Registrierung und Einreiseverbot für Muslime
Donald Trump trat für die Einrichtung eines bundesweiten Zentralregisters für Muslime in den USA ein, welche an verschiedenen Orten registriert werden könnten, „nicht nur in Moscheen“. Am 8. Dezember 2015 erregte Trump international Aufsehen, als er infolge des Terroranschlags in San Bernardino einen Hass attestierte, „den große Teile der muslimischen Bevölkerung“ auf Amerikaner hätten, weshalb er ein temporäres Einreiseverbot für alle Muslime forderte. Er bezog sich dabei auf eine Umfrage des konservativen Center for Security Policy, nach der 25 % der Befragten die Aussage bejahten, dass Gewalt gegen Amerikaner als Teil des globalen Dschihad gerechtfertigt sei. Auf eine spätere Nachfrage ergänzte Trump, dass dieses Einreiseverbot nicht nur für Flüchtlinge, Touristen und Studenten gelten solle, sondern auch für Bürger mit US-Staatsbürgerschaft, wenn sie aus dem Ausland kommend in die USA wiedereinreisen wollen. Trumps Äußerungen wurden von Demokraten und von republikanischen Parteikollegen, insbesondere Jeb Bush und Marco Rubio, aber auch dem Sprecher des Repräsentantenhauses Paul Ryan, scharf kritisiert. Auch international stieß Trump weitgehend auf Kritik; im Vereinigten Königreich unterzeichneten binnen weniger Tage mehr als 550.000 Personen eine Petition, die ein Einreiseverbot für den Immobilienunternehmer fordert. Vorausgegangen war eine Aussage Trumps, einige Stadtviertel Londons seien derart radikalisiert, dass sich in sie nicht einmal die Polizei traue (No-go-Area). Auch rechtspopulistische Politiker distanzierten sich; Nigel Farage bezeichnete Trumps Äußerung als „einen Fehler zu viel“. Marine Le Pen verwahrte sich gegen den Vergleich mit Trump, da sie Landsleute ohne Ansehen der Herkunft oder Religion verteidige, allein Geert Wilders stellte sich hinter Trump, dem er als „tapferem Anführer“ den Sieg wünsche.

### Sexismus-Vorwürfe
In der ersten Fernsehdebatte im Vorwahlkampf um die Präsidentschaftskandidatur im August 2015 hielt die Moderatorin Megyn Kelly Trump vor, dass er Frauen, die er nicht möge, „‚fette Schweine‘, ‚Hündinnen‘, ‚Schlampen‘ und ‚widerliche Tiere‘“ genannt habe. Trump wich der Frage aus, machte aber am Tag darauf eine Andeutung, die allgemein so interpretiert wurde, dass er Kellys kritische Fragen auf Menstruationsprobleme zurückführte.
Dies führte zu empörten Reaktionen auch unter Republikanern, und Trump wurde aus einer bedeutenden Veranstaltung der Republikaner, wo er als Hauptredner vorgesehen war, ausgeladen.
Im Oktober 2016 veröffentlichte die Washington Post Ton- und Bild-Aufzeichnungen von Donald Trump aus dem Jahr 2005, die kurz vor einem Dreh für die Fernsehsendung Access Hollywood entstanden waren. In der Aufzeichnung findet sich unter anderem folgender Wortwechsel mit dem NBC-Moderator Billy Bush, als sie von einem Bus aus die auf dem Parkplatz wartende Frau erblicken, die ihn zum Set führen soll:
| Trump: „Das ist sie, die mit dem Gold. Ich muss ein paar Tic Tacs einschmeißen, nur für den Fall, dass ich anfange, sie zu küssen. Weißt du, ich werde von Schönen angezogen – ich fange einfach an, sie zu küssen. Es ist wie ein Magnet. Ich küsse einfach. Ich warte nicht mal. Und wenn du ein Star bist, lassen sie es dich machen. Du kannst alles machen.“ | englisch Yeah, that’s her, with the gold. I’ve got to use some Tic Tacs, just in case I start kissing her. You know I’m automatically attracted to beautiful — I just start kissing them. It’s like a magnet. I just kiss. I don’t even wait. And when you’re a star, they let you do it. You can do anything. |
| Billy Bush: „Alles, was du willst.“ | englisch Whatever you want. |
| Trump: „Sie an der Muschi packen. Du kannst alles machen.“ | englisch Grab them by the pussy. You can do anything. |

Die Veröffentlichung der Aufnahmen führte zu massiver Kritik, auch innerhalb der Republikanischen Partei, und Trump sah sich entgegen seiner sonstigen Gewohnheit zu einer Entschuldigung veranlasst. Über fünfzig der höchsten republikanischen Amts- und Mandatsträger entzogen ihm innerhalb eines Tages die Unterstützung; einige davon forderten ihn zum Rückzug aus dem Wahlkampf auf. Auch sein Vizepräsidentschaftskandidat Mike Pence distanzierte sich von ihm.
Die First Lady Michelle Obama warf Trump eine beschämende Geringschätzung von Frauen vor. Sie argumentierte, mit sexuellen Übergriffen auf Frauen zu prahlen, könne man nicht als ‚alltägliches Umkleidekabinen-Geschwätz‘ abtun, dies sei eine Beleidigung für alle anständigen Männer.

### Ermittlungen gegen „Trump University“ und Trump Foundation
Die New Yorker Generalstaatsanwaltschaft leitete 2005 eine Ermittlung gegen die neu gegründete „Trump University“ ein „wegen Betriebs ohne Genehmigung und Täuschung der Kunden“. Trump soll Managementkurse angeboten haben, bei denen keine Diplome erworben werden konnten und trotzdem bis 2011 etwa 40 Millionen US-Dollar eingenommen wurden. Der Generalstaatsanwalt forderte das Geld zurück.
Etwa eine Woche nach der Präsidentschaftswahl erklärte Trump sich im Rahmen einer außergerichtlichen Einigung zur Zahlung von 25 Millionen Dollar bereit, sodass über 6.000 Studenten entschädigt werden können. Die Studenten hatten Trump zuvor in New York und San Diego verklagt. Trump griff den Bundesrichter Gonzalo P. Curiel, der die Klagen zuließ, in seinem Wahlkampf mehrfach heftig an und verwies auf dessen „mexikanisches Erbe“. Dies stieß bei Juristen und Politikern, auch aus Trumps eigener Partei, auf heftige Kritik, einige bezeichneten seine Äußerungen als rassistisch.
Im September 2016 eröffnete die New Yorker Generalstaatsanwaltschaft eine Ermittlung gegen Trumps Wohltätigkeitsstiftung namens Trump Foundation wegen Verstößen gegen IRS-Regeln und unangemessenem Umgang mit Spendengeldern. Unabhängige Untersuchungen ergaben, dass Trump seit 2008 nicht mehr in seine Foundation eingezahlt hat.
Spendengelder Dritter gab er unter anderem für ein lebensgroßes Porträt von sich selbst aus (20.000 Dollar), für eine von Tim Tebow signierte Football-Ausrüstung (12.000 Dollar) sowie für eine illegale Zahlung (25.000 Dollar) an die Generalstaatsanwältin in Florida, Pam Bondi, im Jahre 2013, die daraufhin die Ermittlungen gegen die Trump University in Florida einstellte.
Am 24. Dezember 2016 kündigte Trump an, die Foundation aufzulösen. So solle ein möglicher Konflikt mit seiner Rolle als US-Präsident vermieden werden. Die Staatsanwaltschaft reagierte umgehend mit der Erklärung, dass dies nicht möglich sei, solange die Ermittlungen laufen.